# Biserica Buna Vestire din Băița

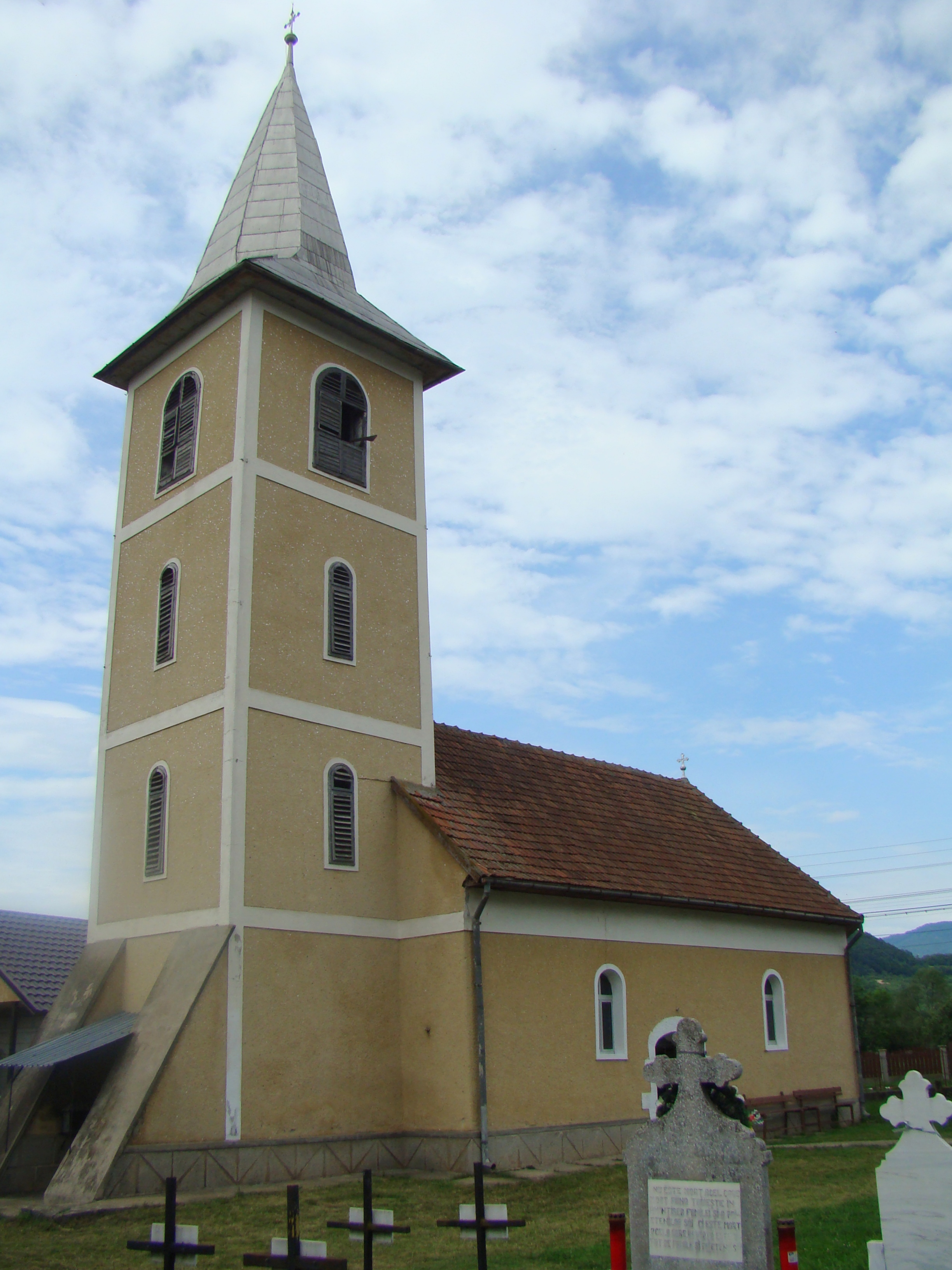
Biserica (sud-vest)

Biserica „Buna Vestire” este un monument istoric aflat pe teritoriul satului Băița, județul Hunedoara.

## Rezumat
Lăcaș de cult din piatră, având un plan dreptunghiular, cu altarul nedecroșat, poligonal, cu trei laturi, ridicat între anii 1790 și 1797. Biserica posedă un valoros iconostas, opera unui meșter local, a cărui ornamentație sculpturală policromă îmbină arta barocă apuseană cu cea brâncovenească de factură sud-carpatică. Decorul iconografic a fost realizat în anul 1985, de pictorul Lucian Mara din Deva.

## Istoric și trăsături
În centrul de comună Băița se găsește o biserică de zid de la sfârșitul secolului al XVIII-lea, inclusă pe lista monumentelor istorice. Este un edificiu de plan dreptunghiular, cu absida nedecroșată, poligonală, cu trei laturi, prevăzut cu un turn etajat, consolidat prin doi contraforți. Cu excepția coifului evazat al clopotniței, învelit în tablă, la acoperișul propriu-zis s-a utilizat țigla. Accesul la interior se realizează prin două uși, amplasate pe laturile de vest și de sud. Lăcașul, închinat praznicului „Bunei Vestiri”, a fost renovat în anii 1887, 1939, 1952 și 1985; ultimului șantier îi corespunde și împodobirea lăcașului cu un bogat decor pictural.
Biserica posedă o tâmplă valoroasă, a cărei ornamentație sculpturală policromă, îmbină arta barocă apuseană cu cea brâncovenească sud-carpatică; inedita sinteză face trimitere la penelul unui meșter local. Începute în anul 1790, lucrările de construcție s-au finalizat abia în anul 1797, dată înscrisă pe iconostas. 
Edificiul actual, menționat în tabelele recensămintelor ecleziastice ale anilor 1805 și 1829-1831, a fost precedat de un lăcaș de cult medieval, semnalat de conscripția Buccow (1761-1762) și de harta iosefină a Transilvaniei (1769-1773).

## Imagini din exterior

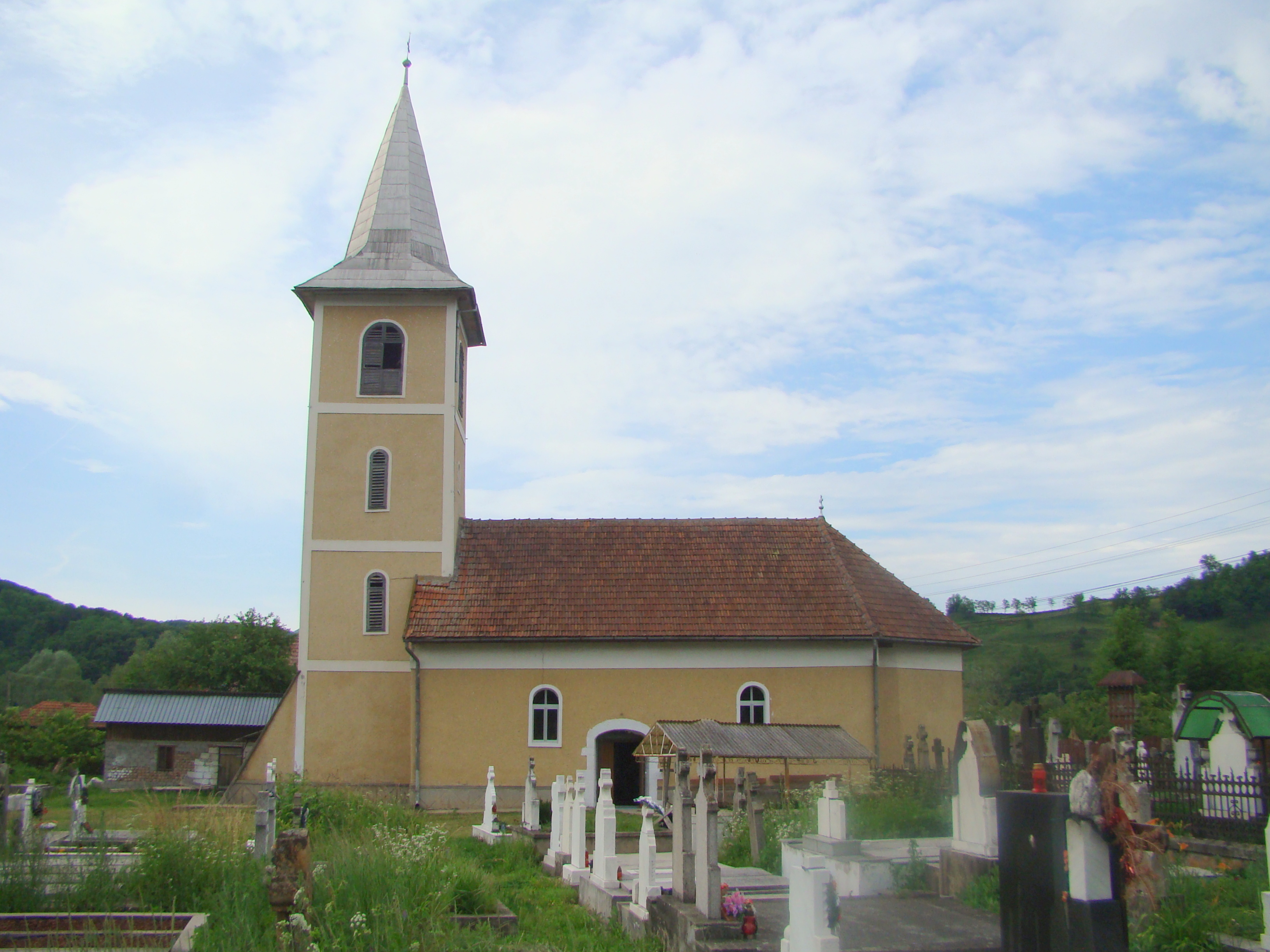
Biserica (sud)
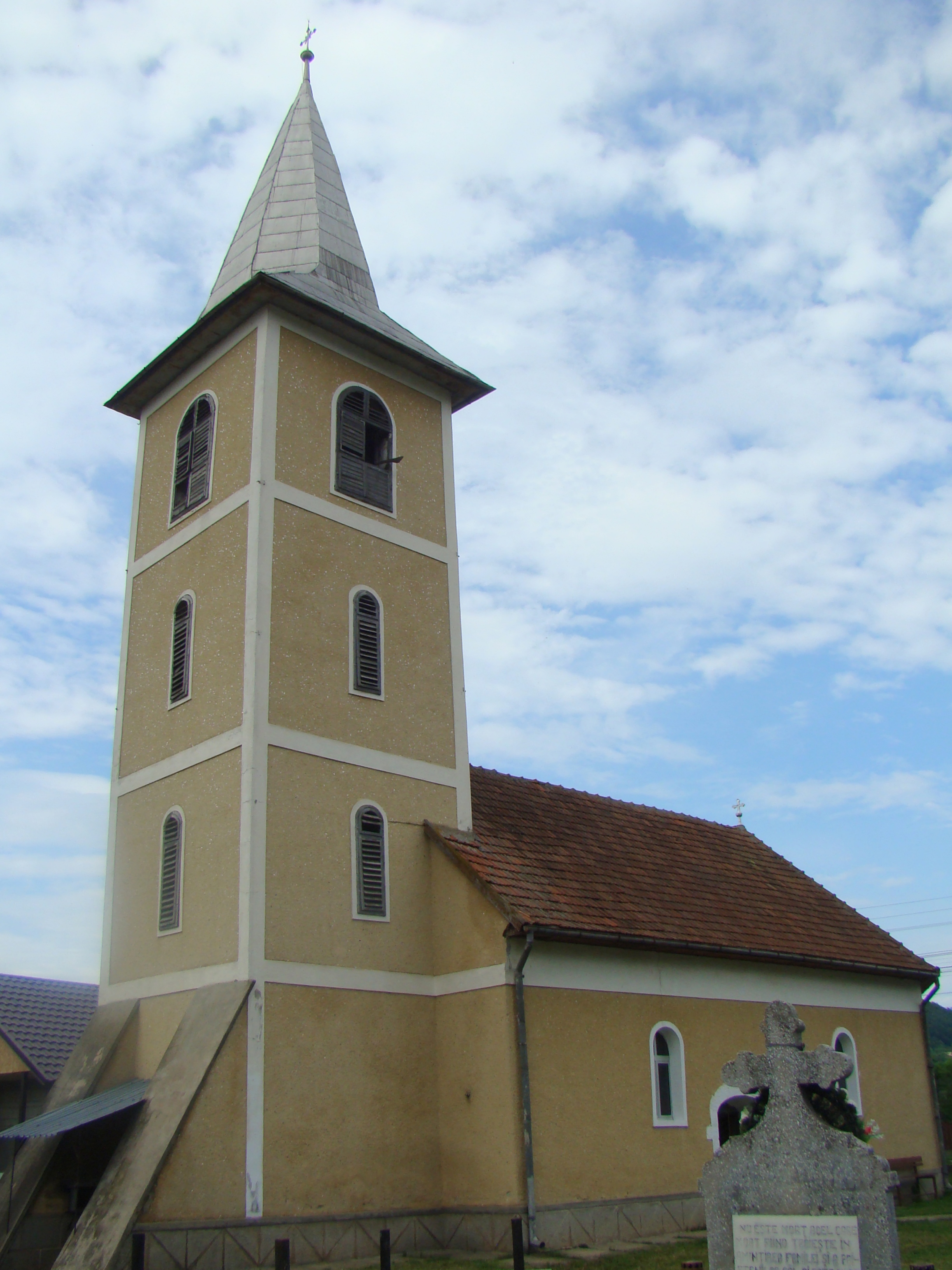
sud-vest
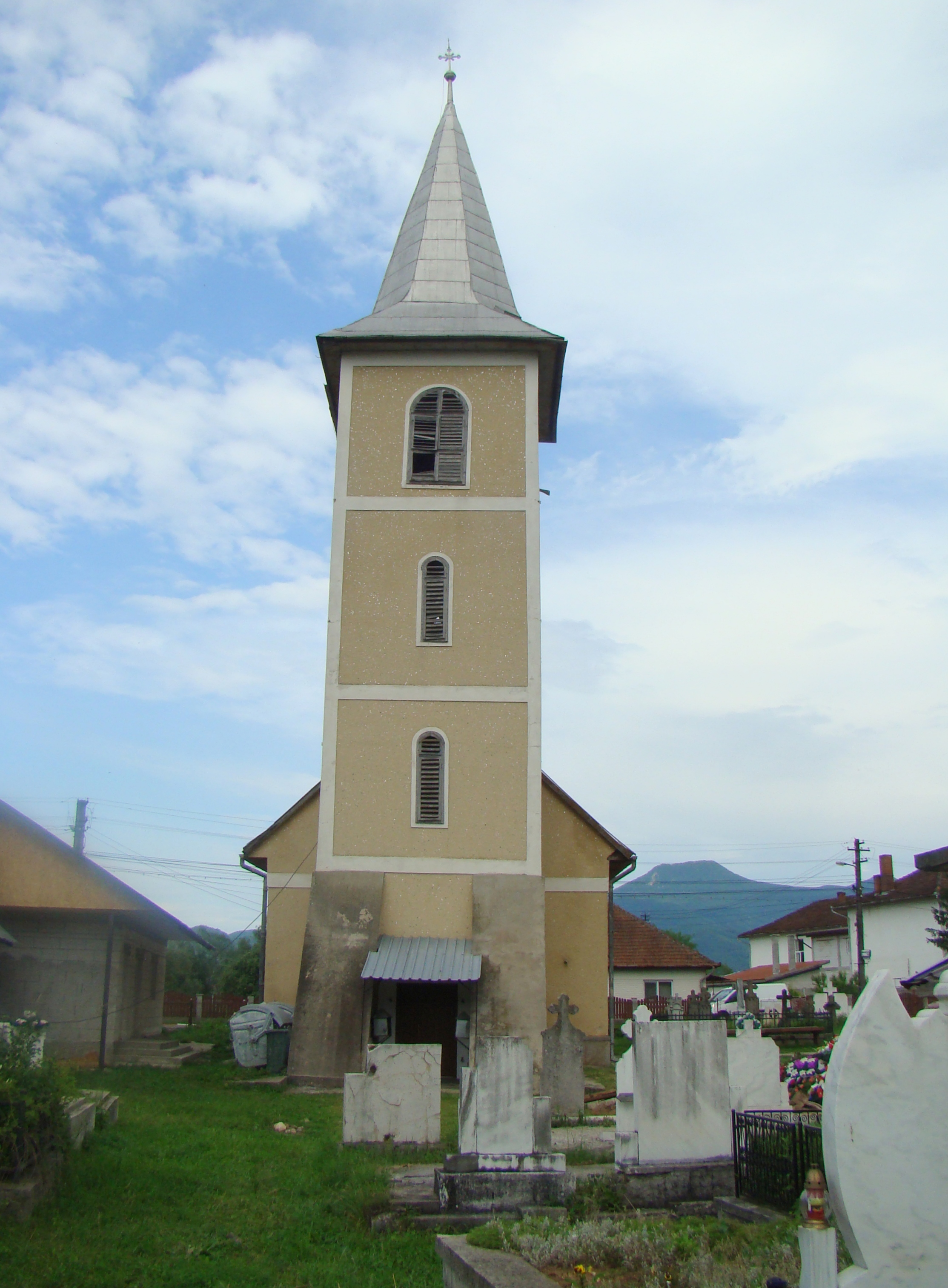
Biserica (vest)
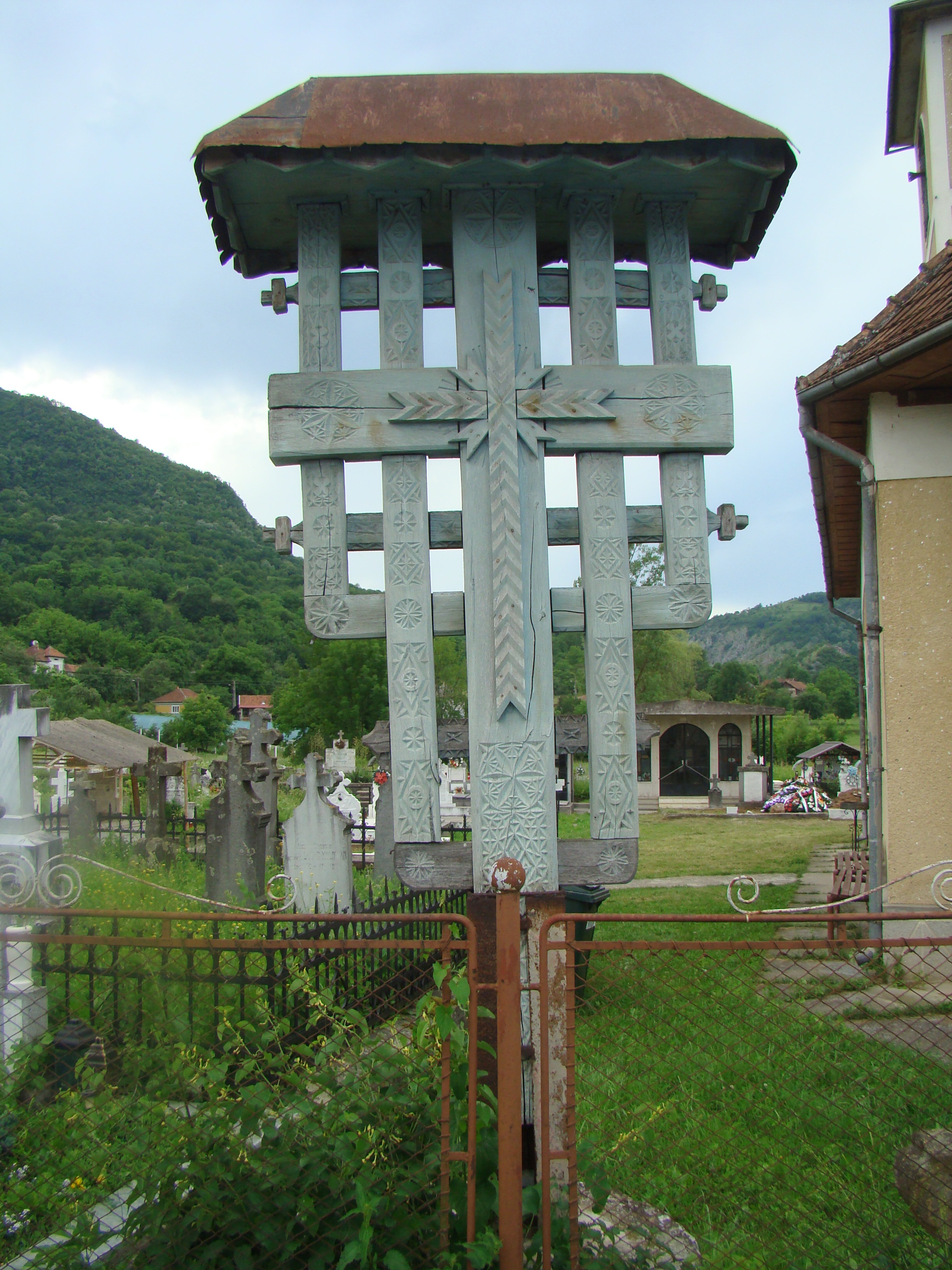
Troiţă
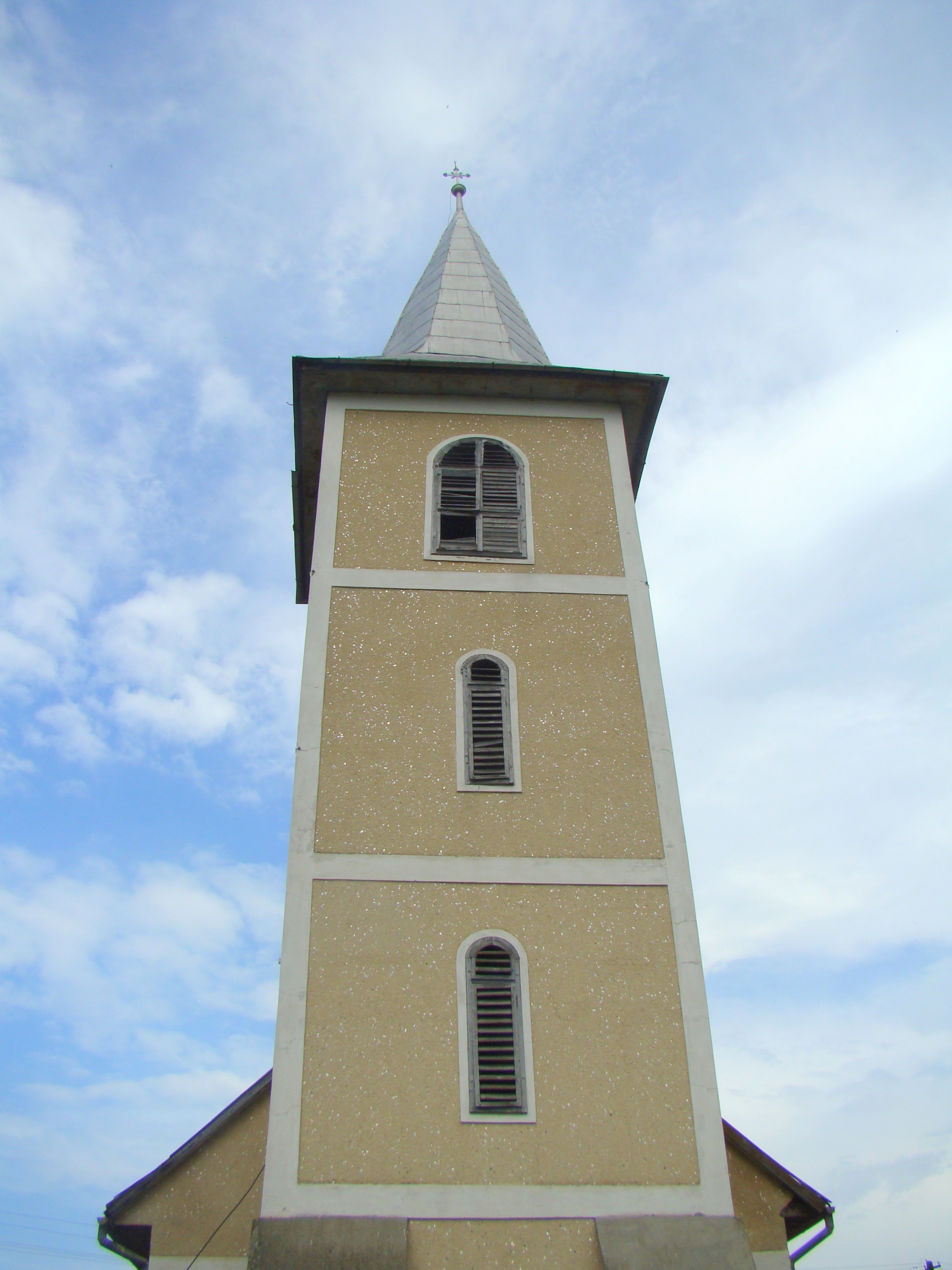
Turnul bisericii
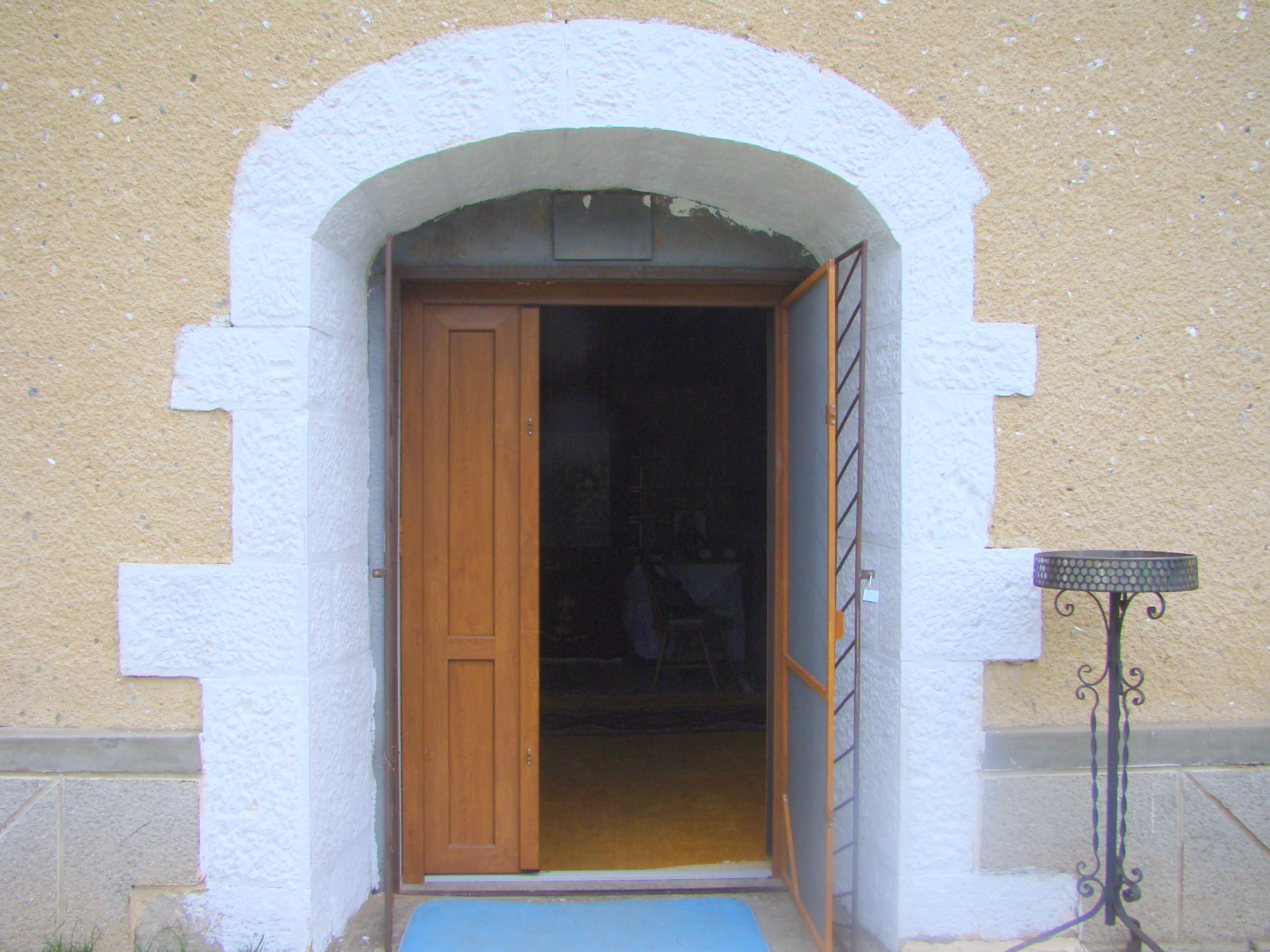
Intrarea de pe latura de sud
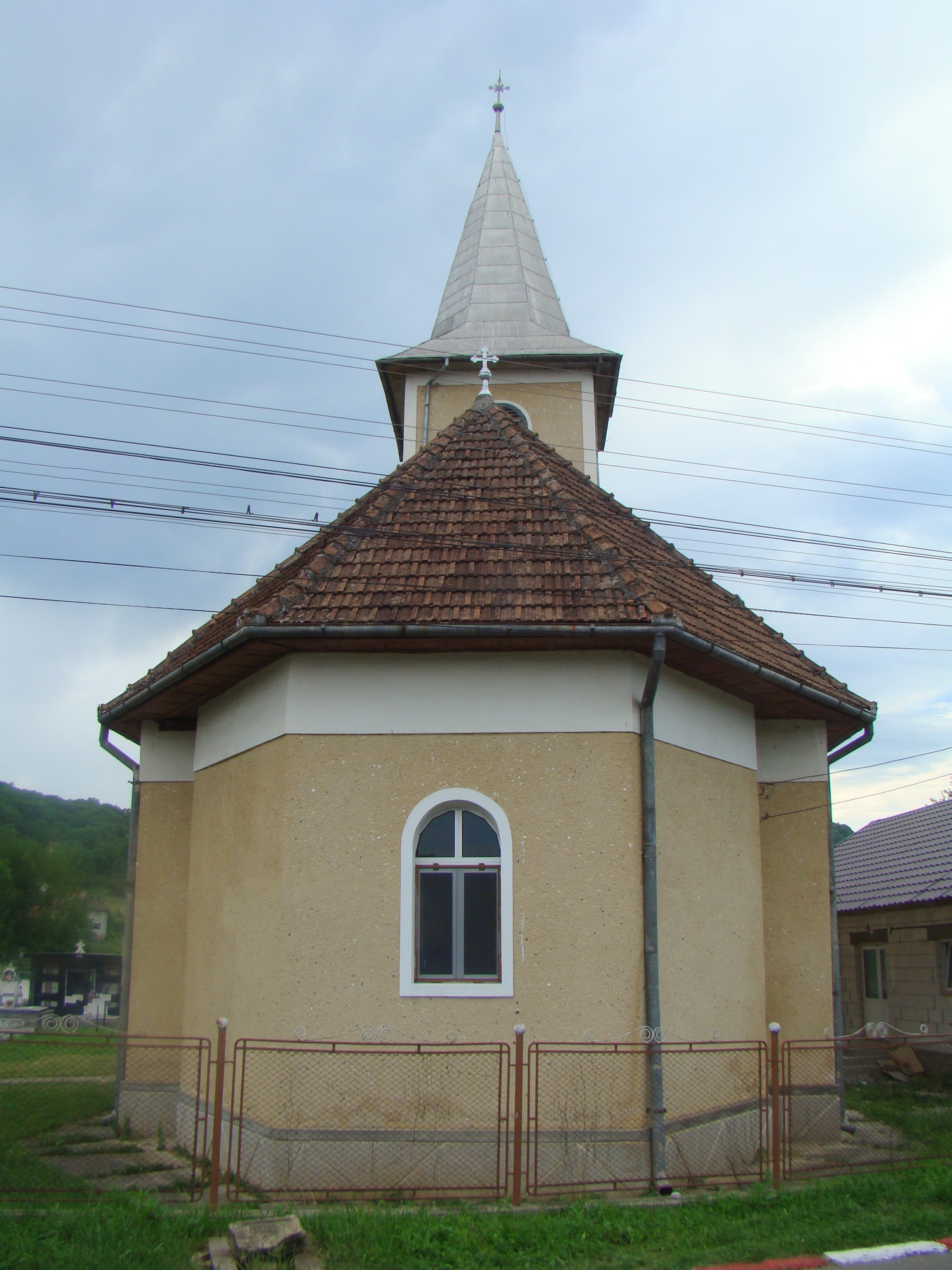
Biserica (est)
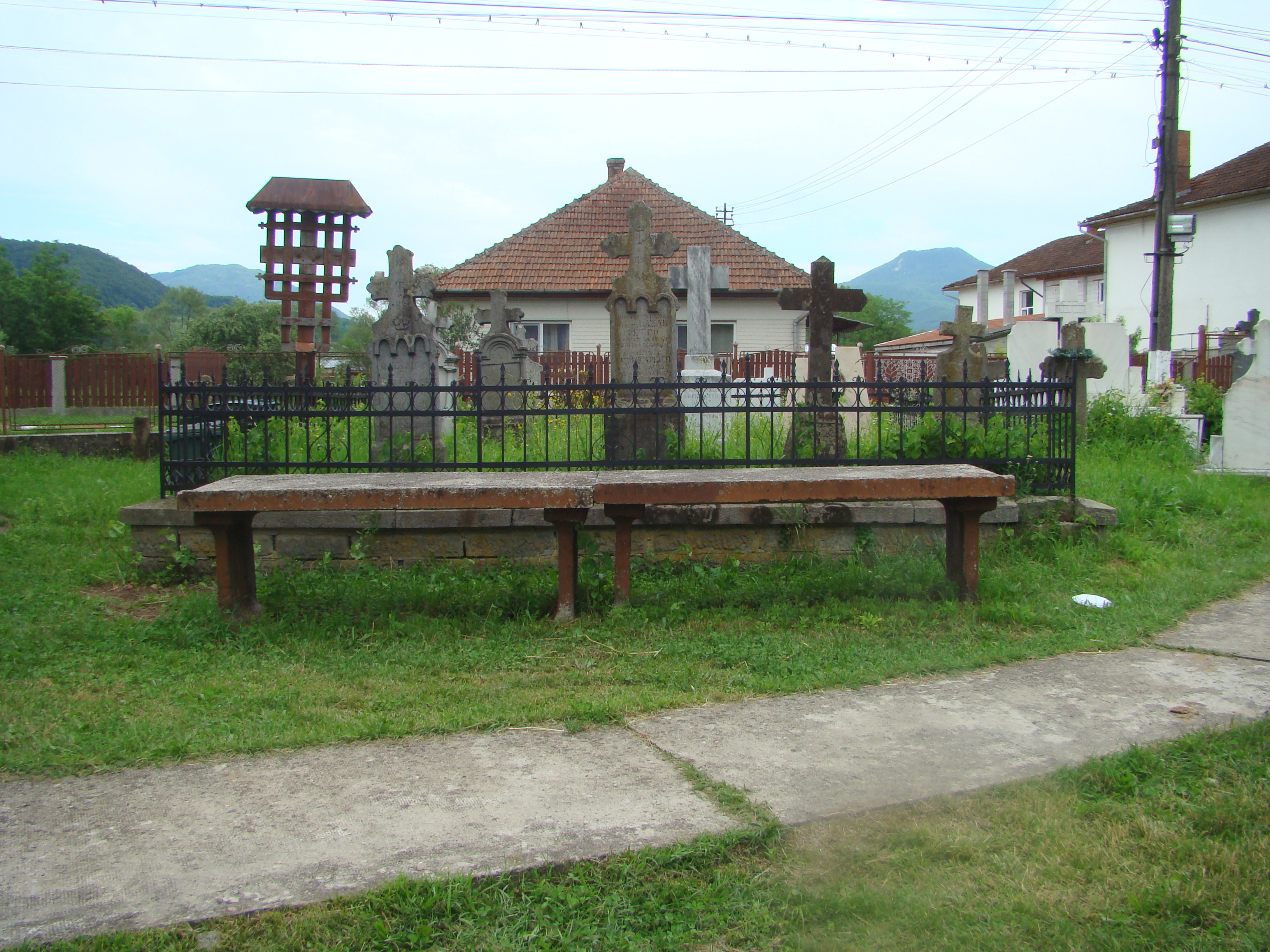
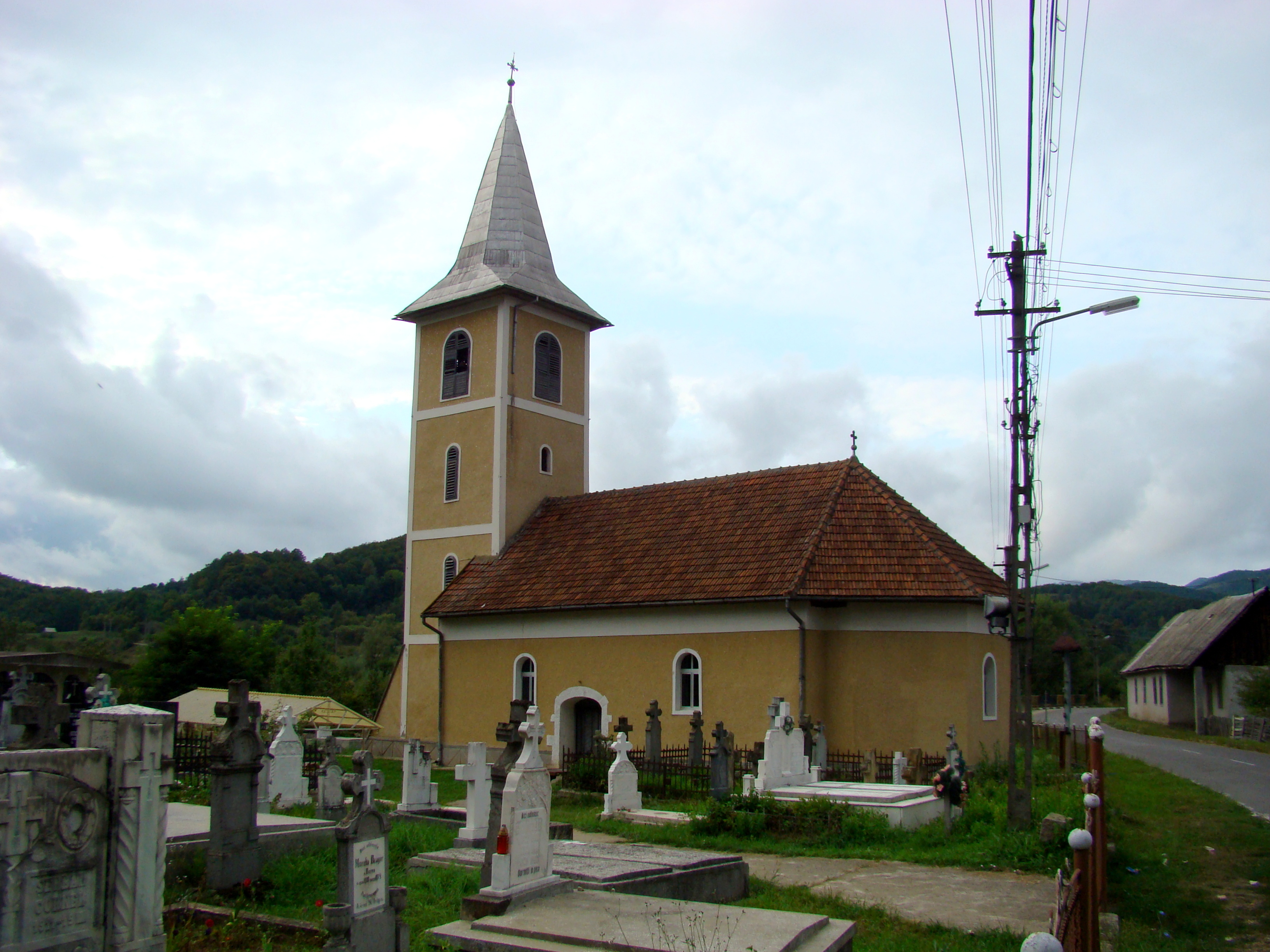
Biserica (2009)
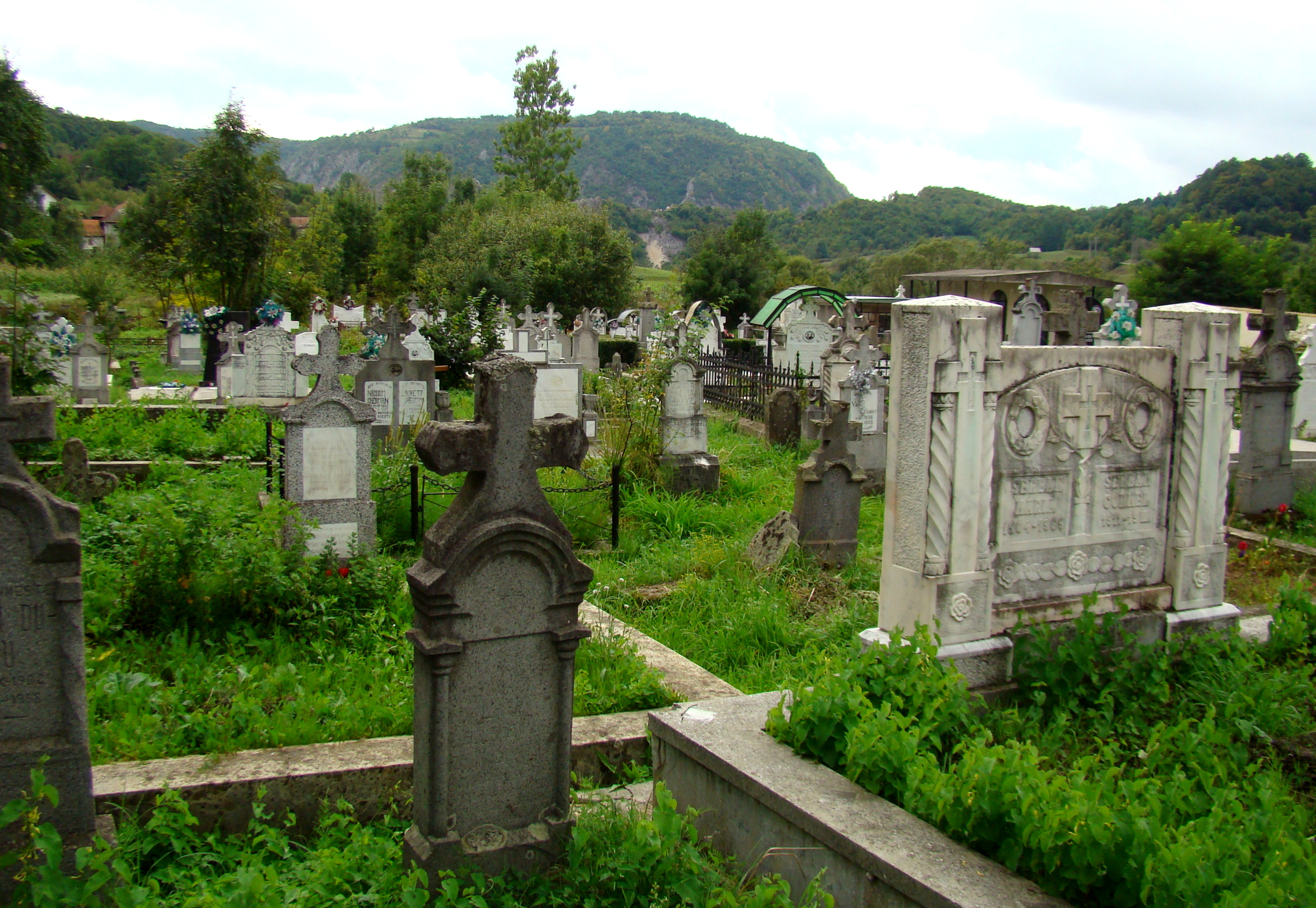
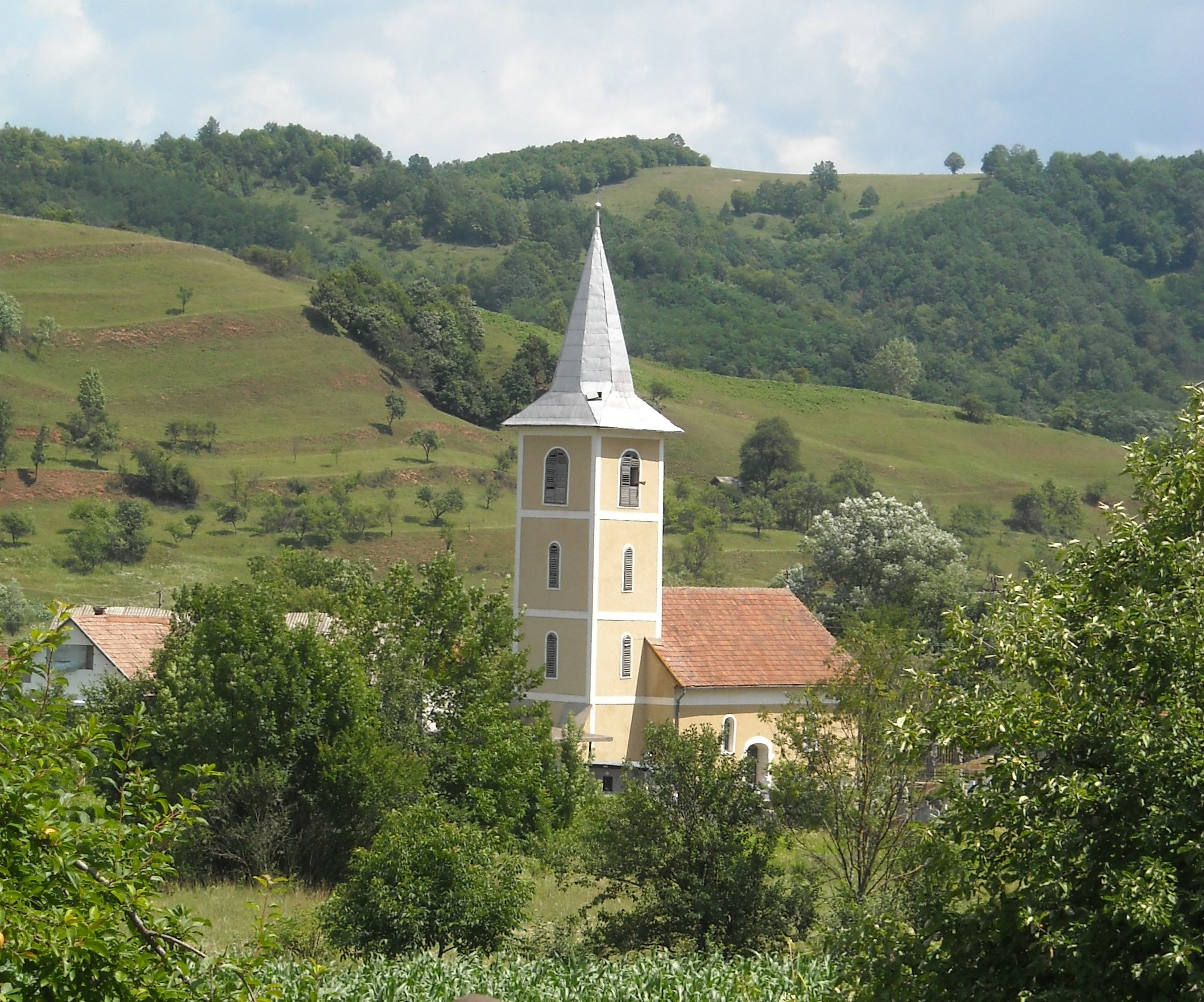

## Imagini din interior

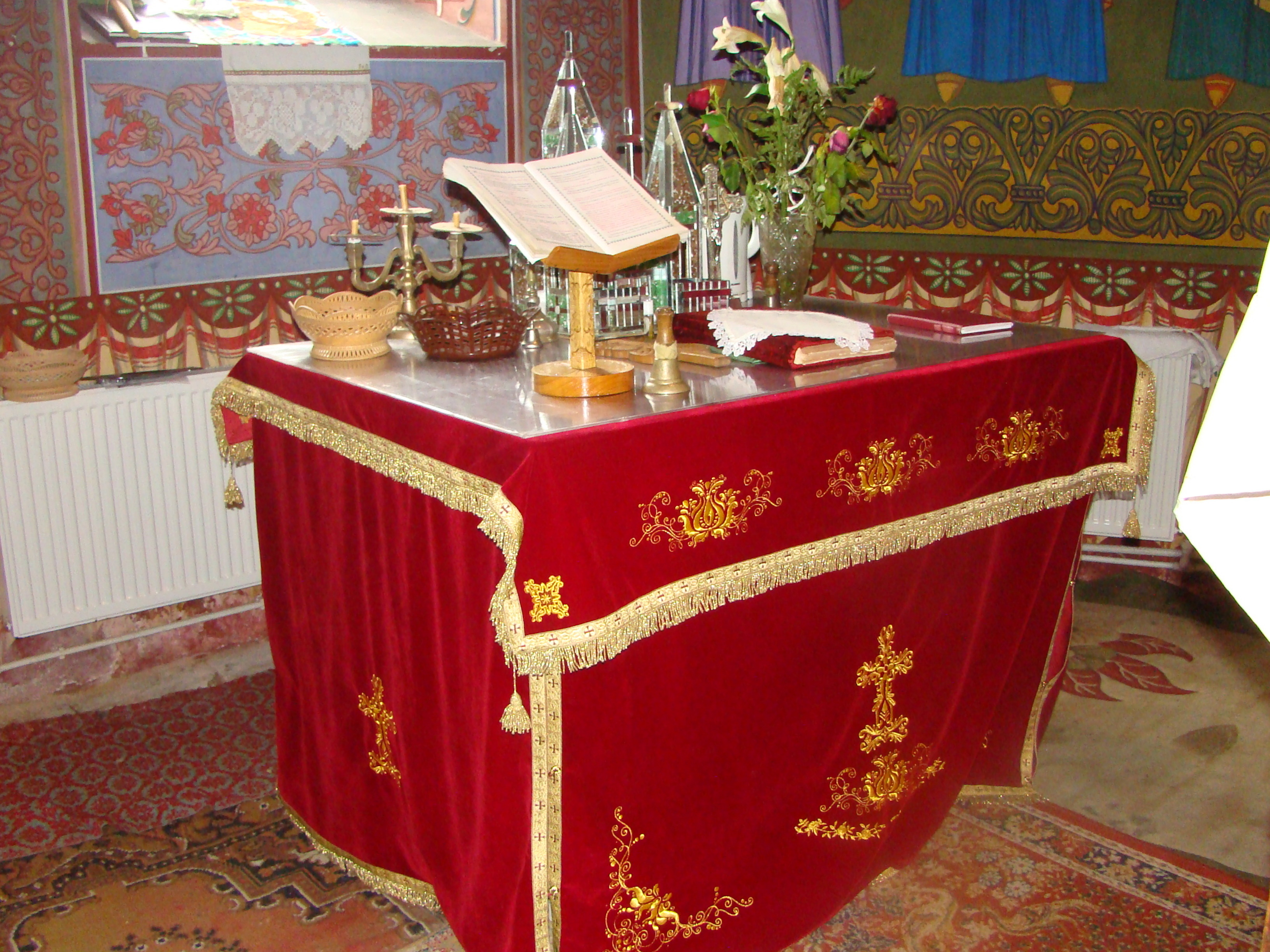
În altar
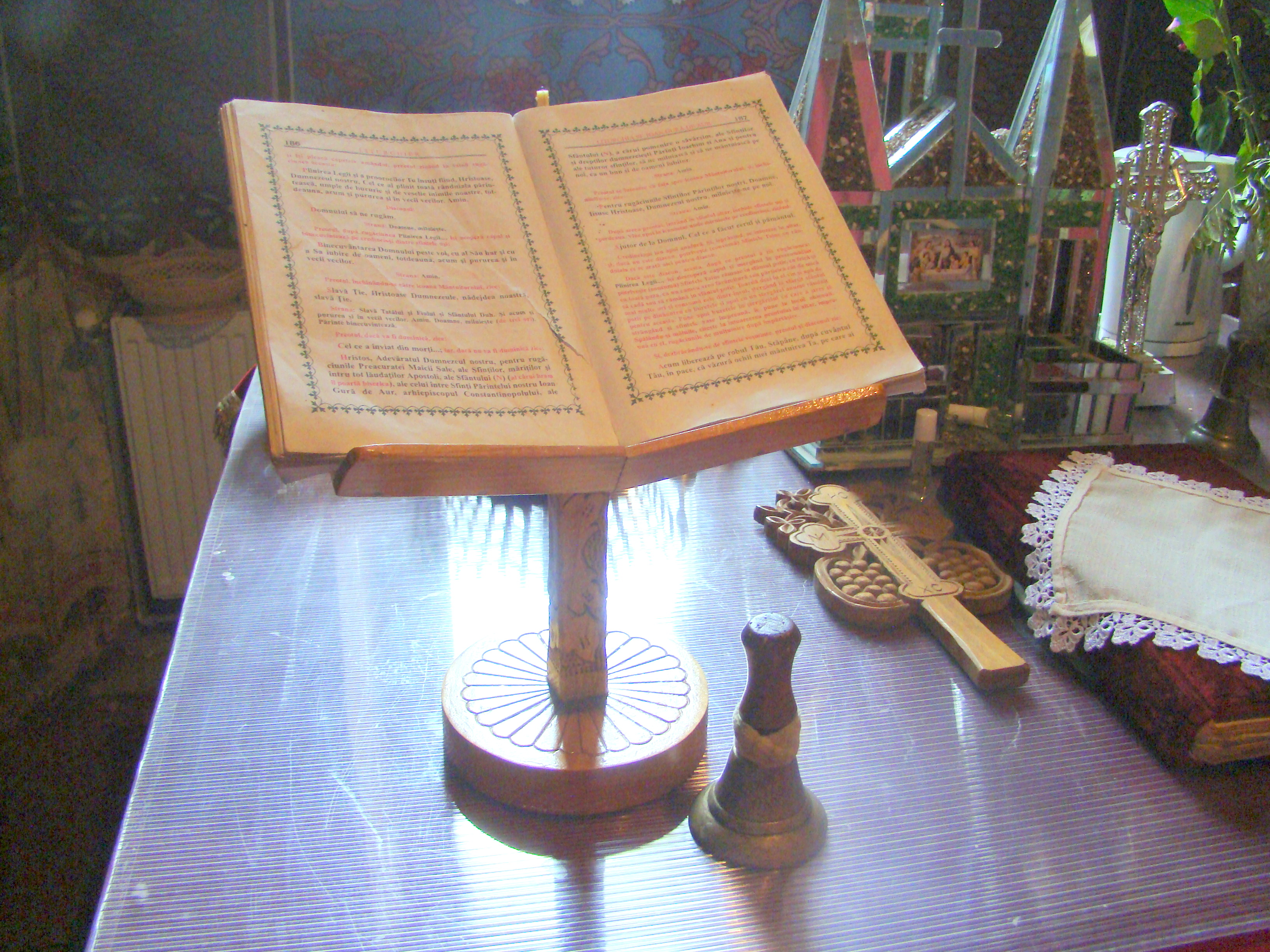
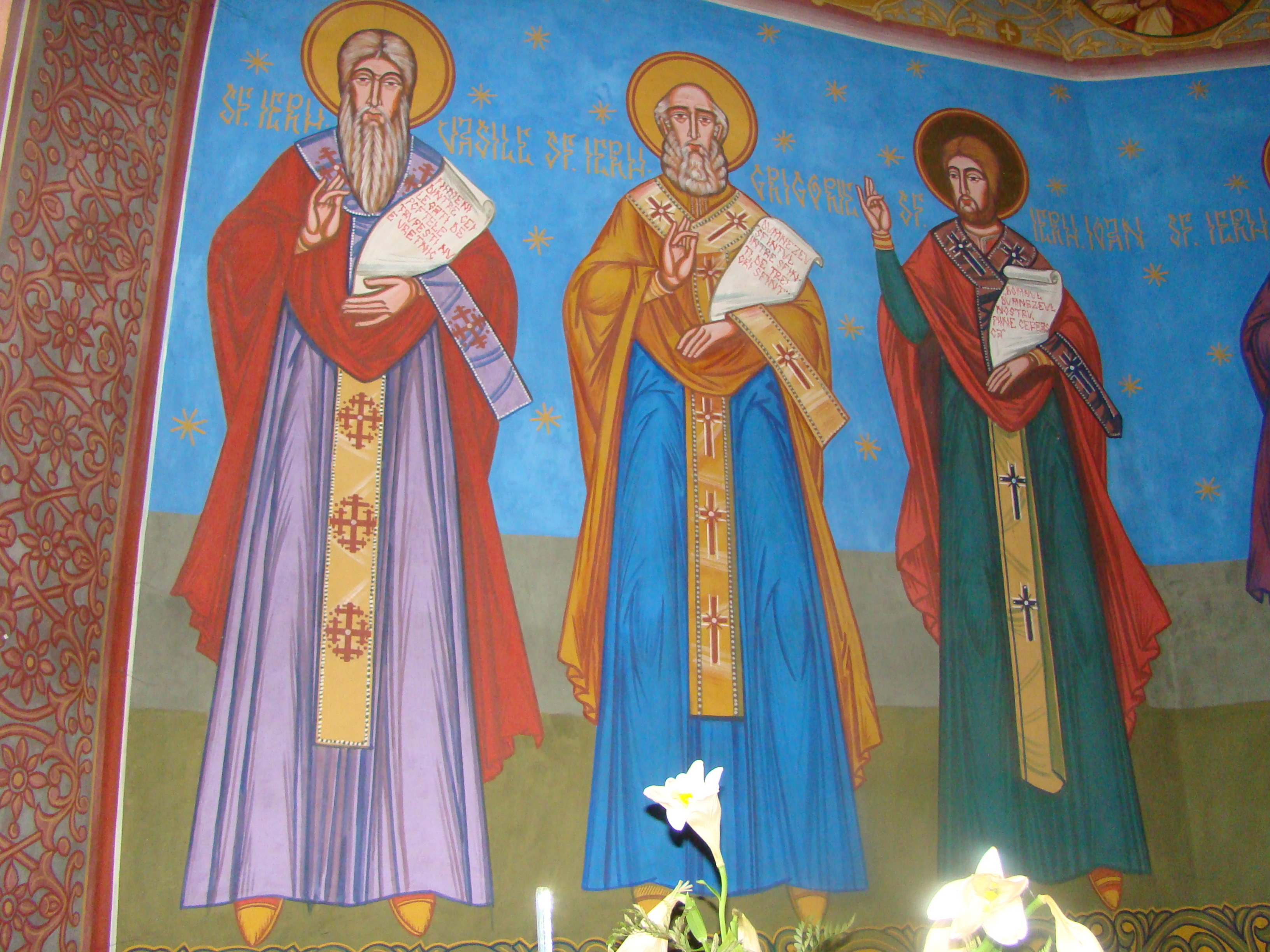
Altar: Sfinţii Părinţi
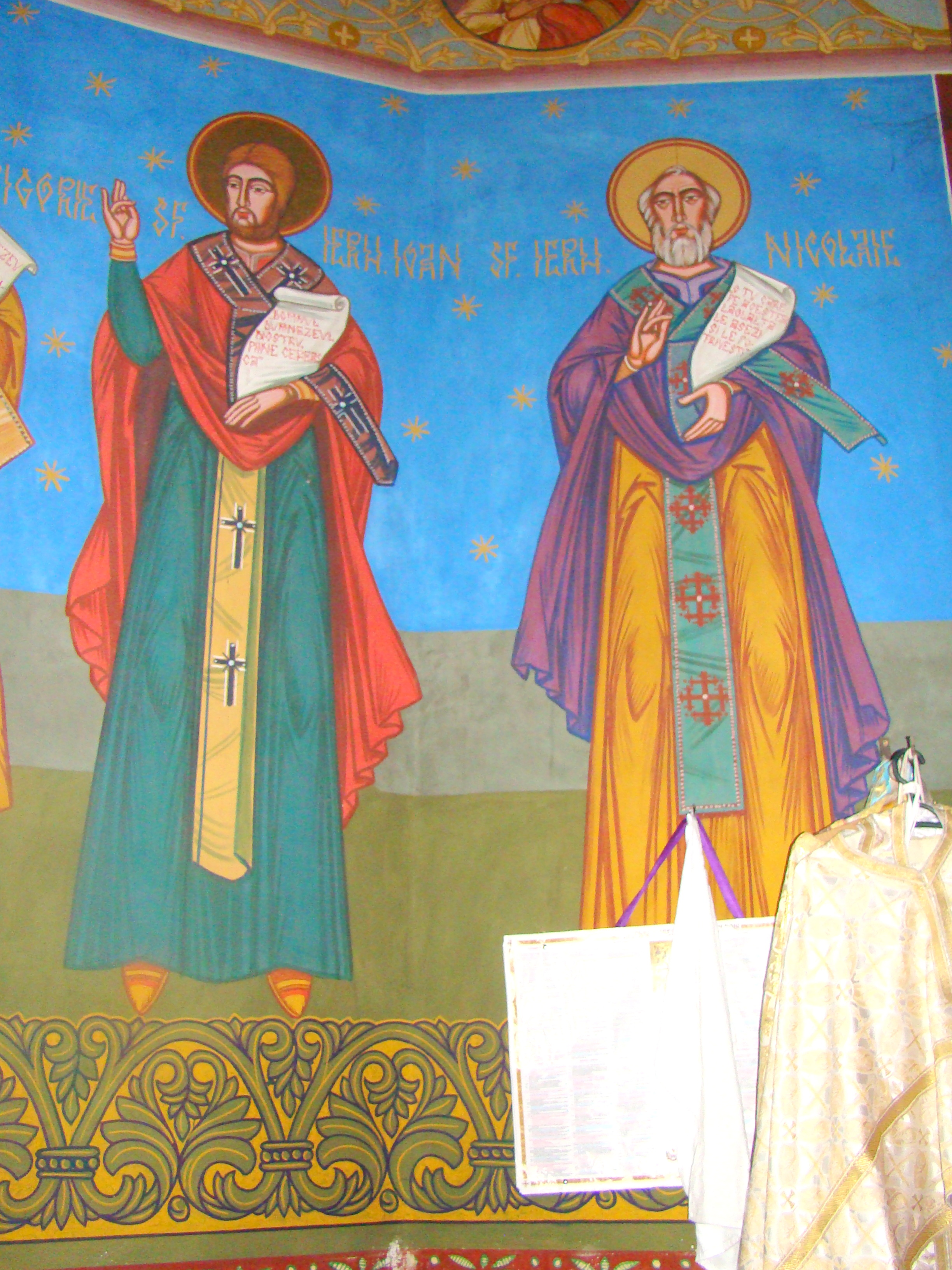
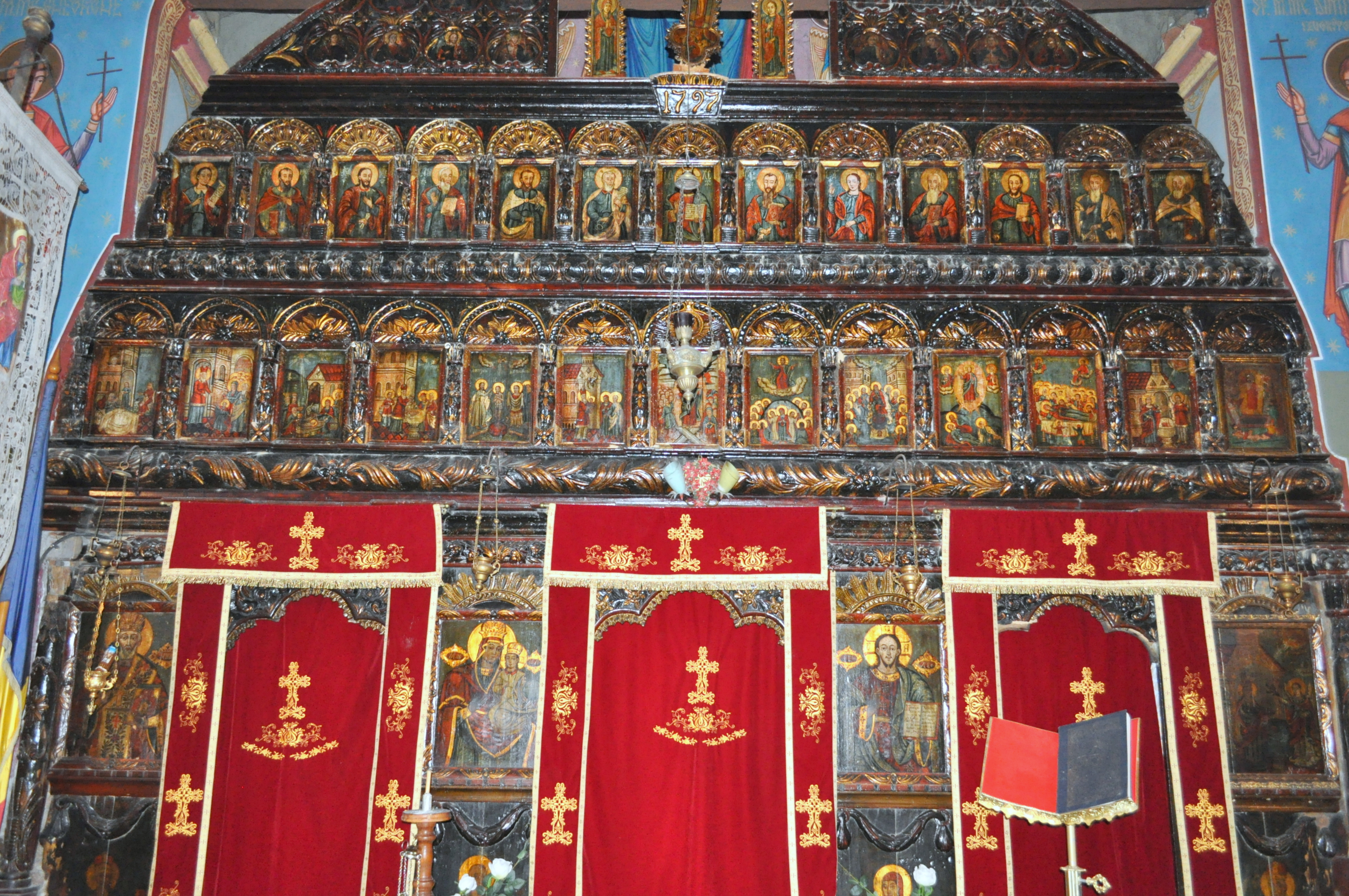
Iconostasul
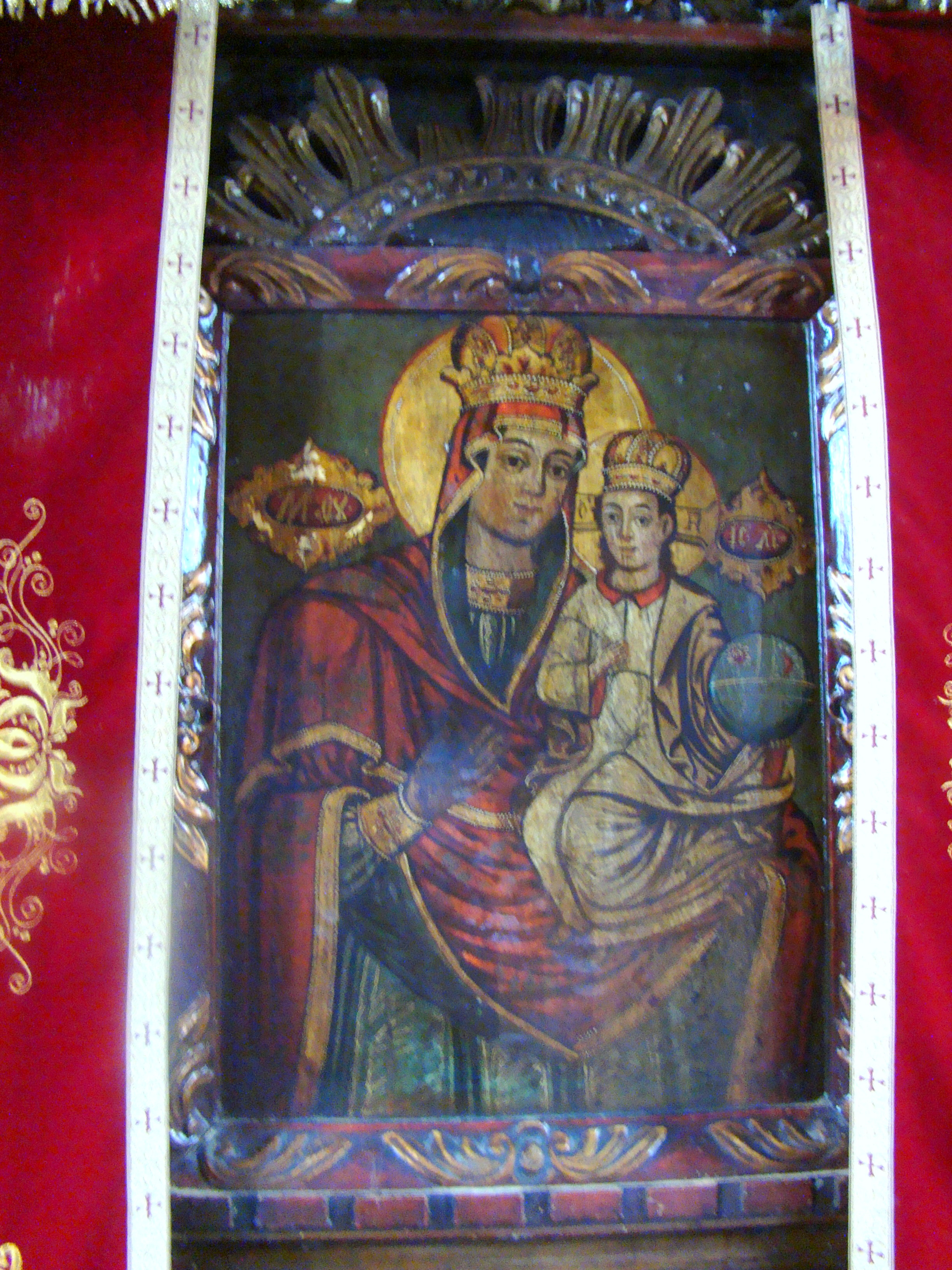
Icoană împărătească: Maica Domnului cu Pruncul
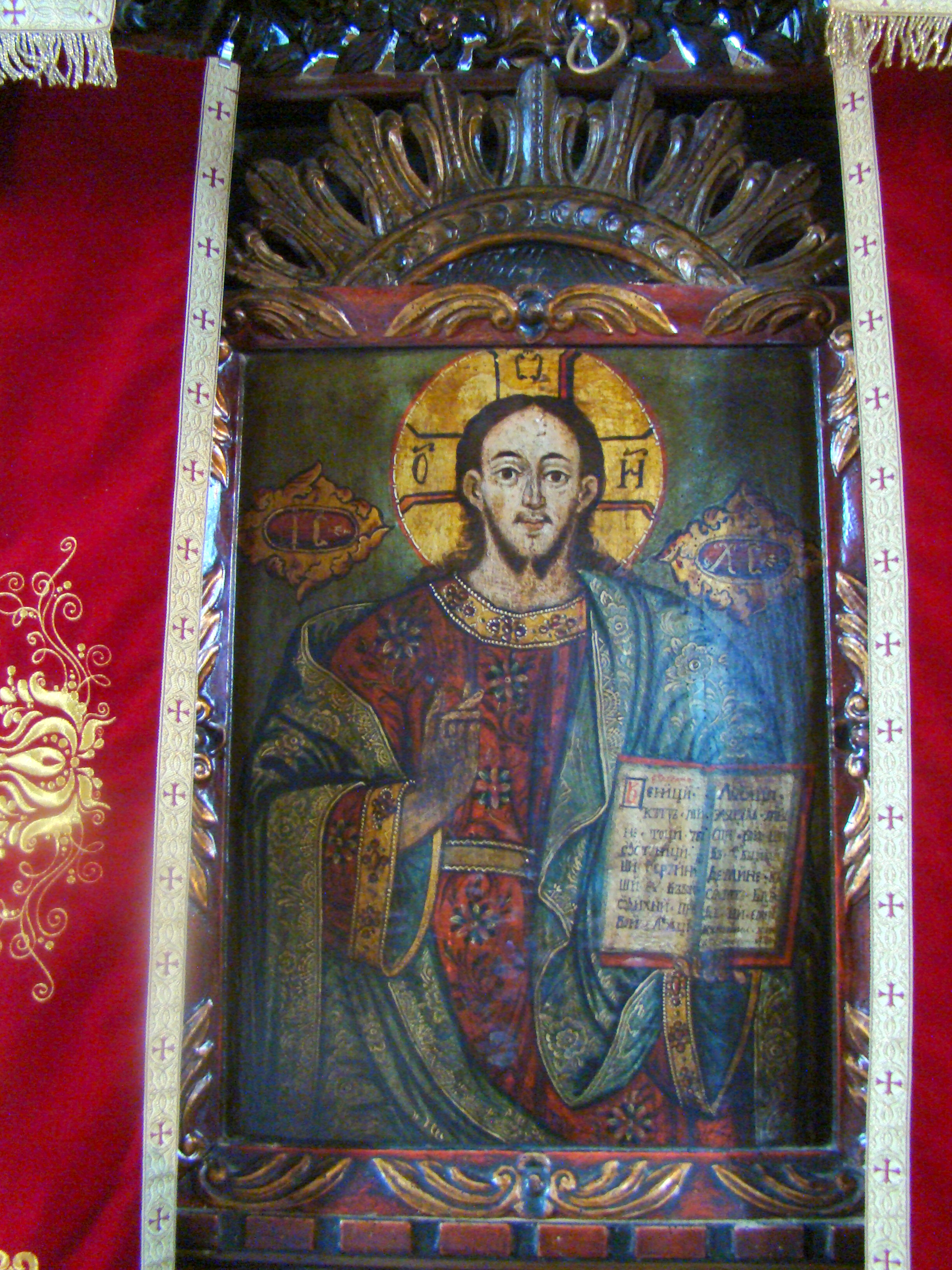
Icoană împărătească: Deisis
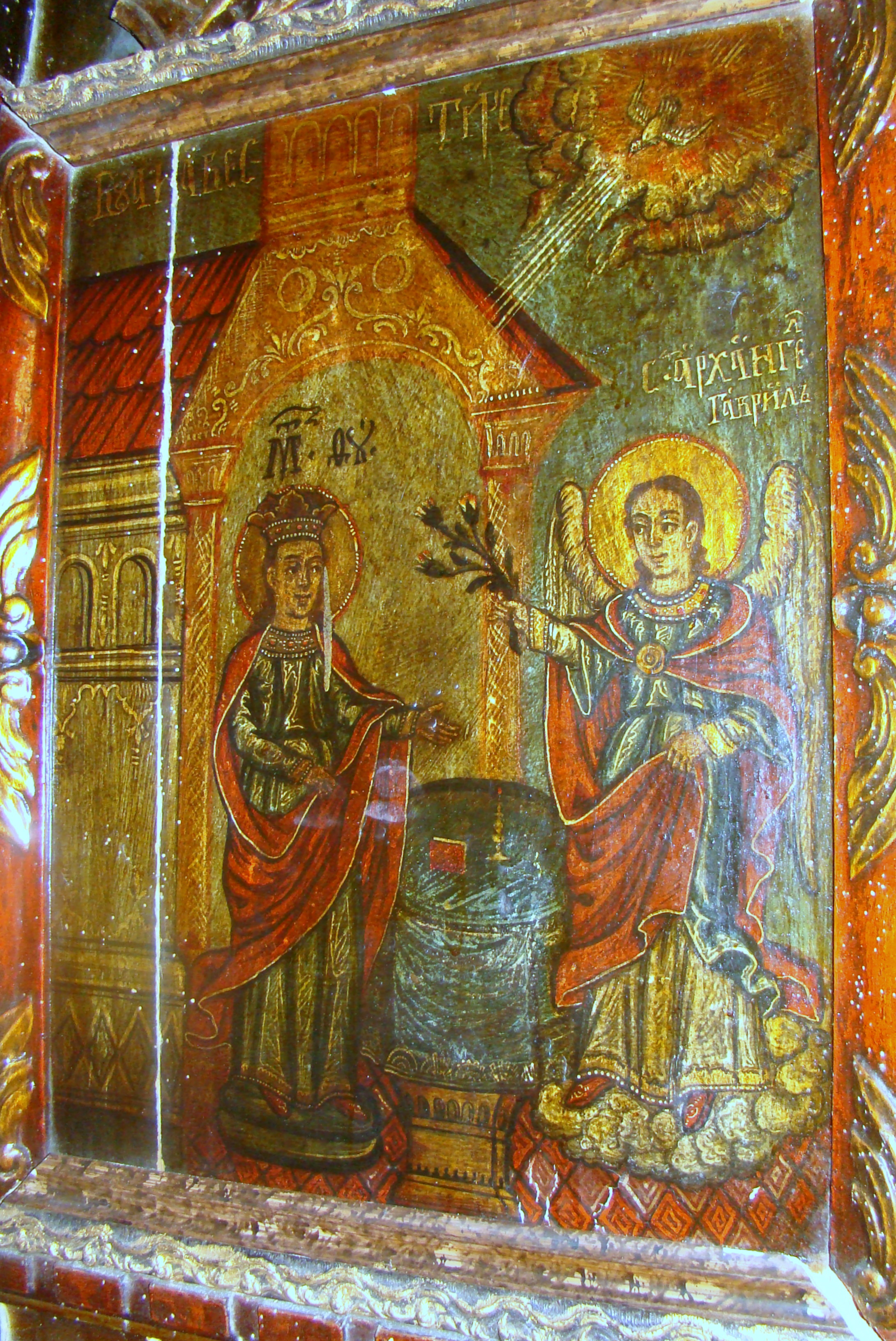
Icoana de hram: Buna Vestire
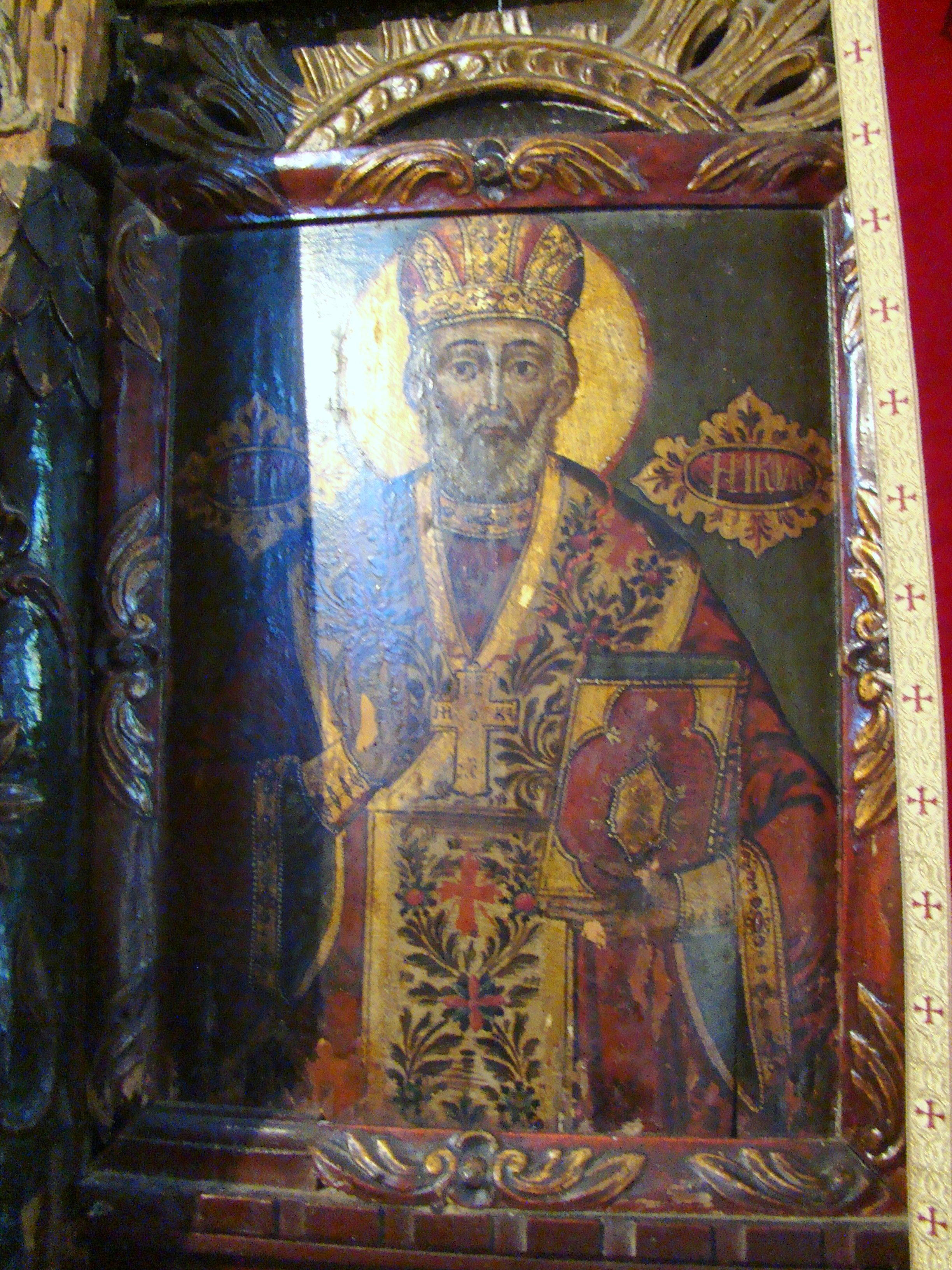
Sfântul Ierarh Nicolae
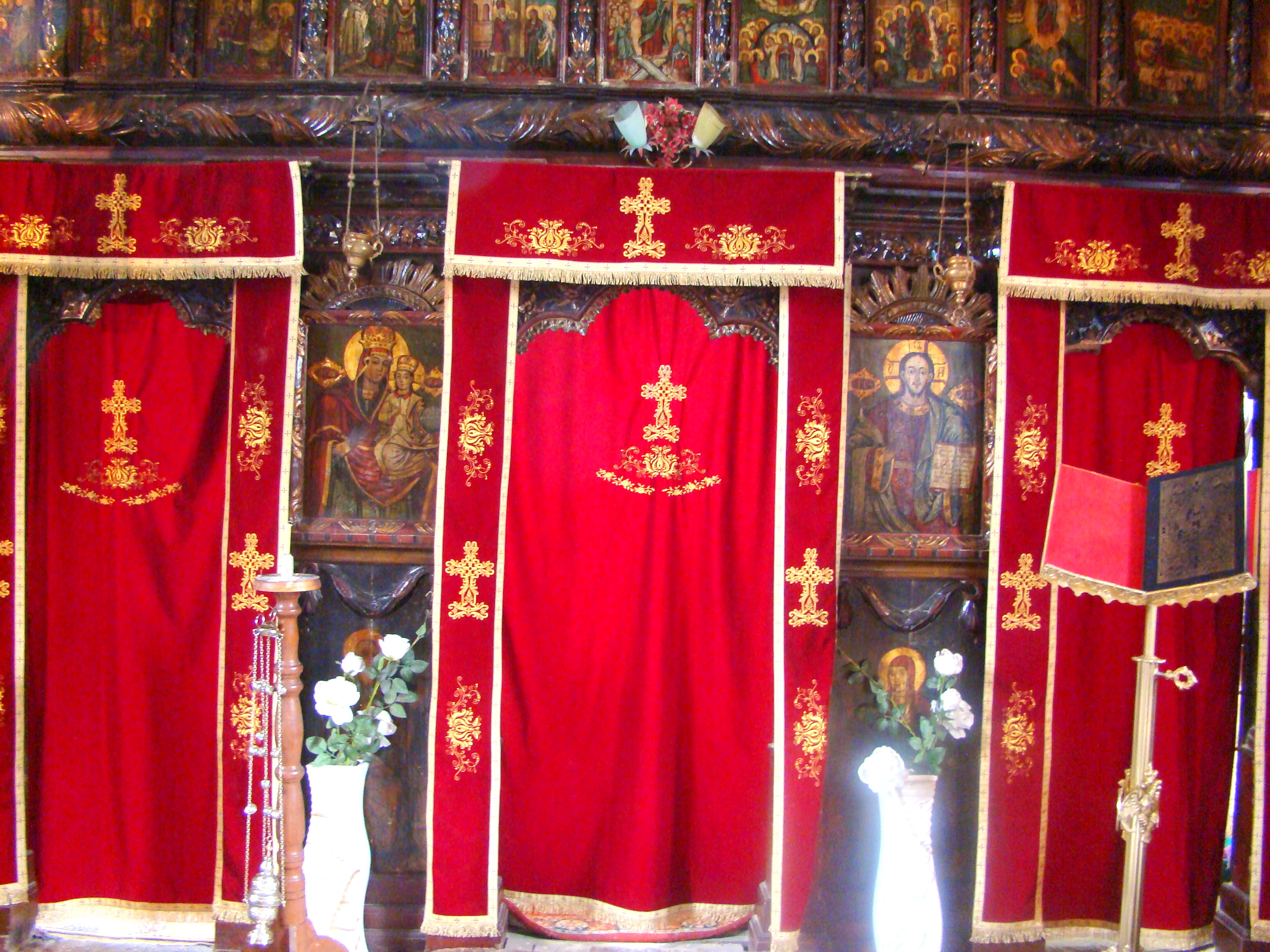
Icoanele împărăteşti şi intrările în altar
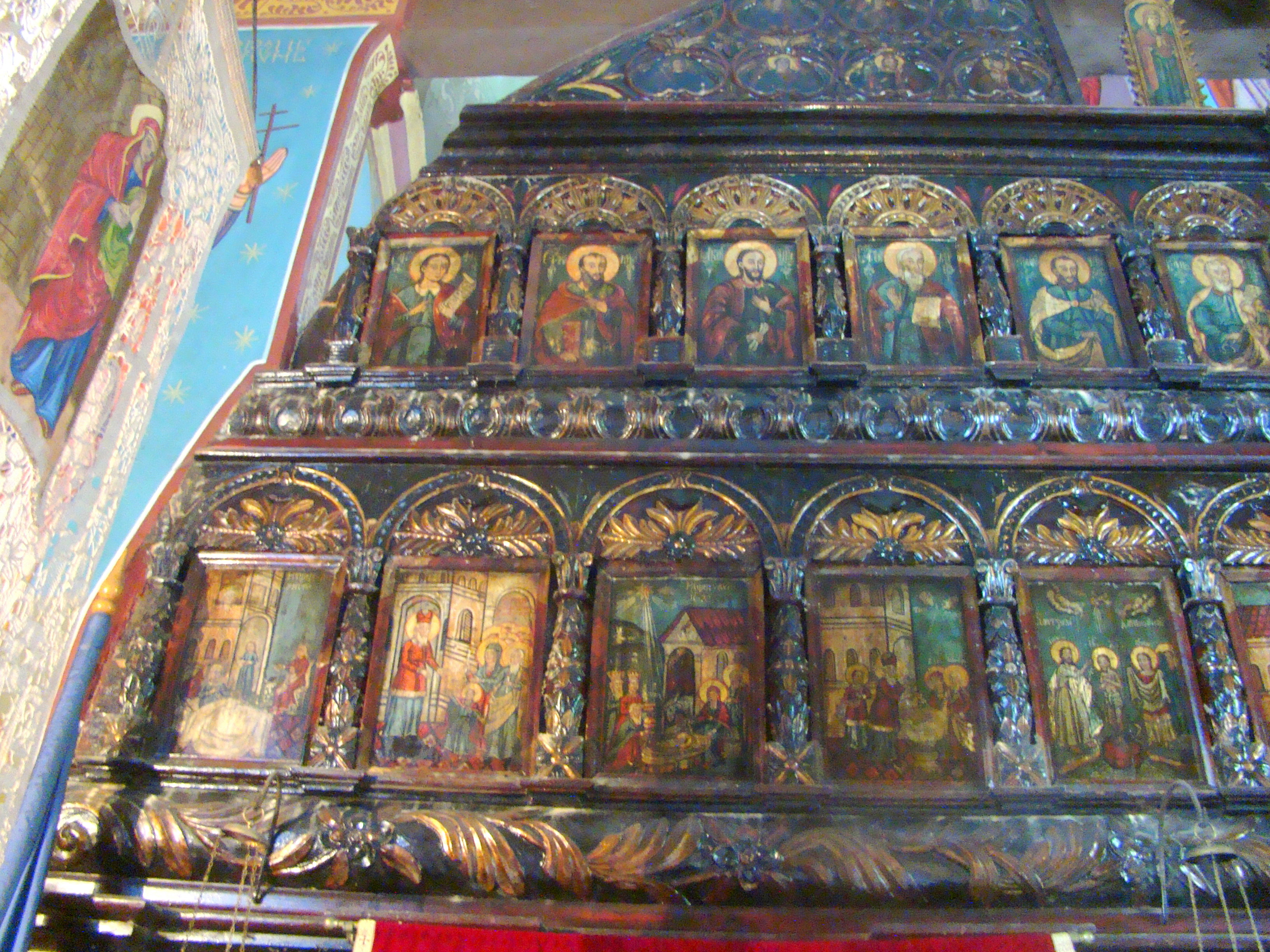
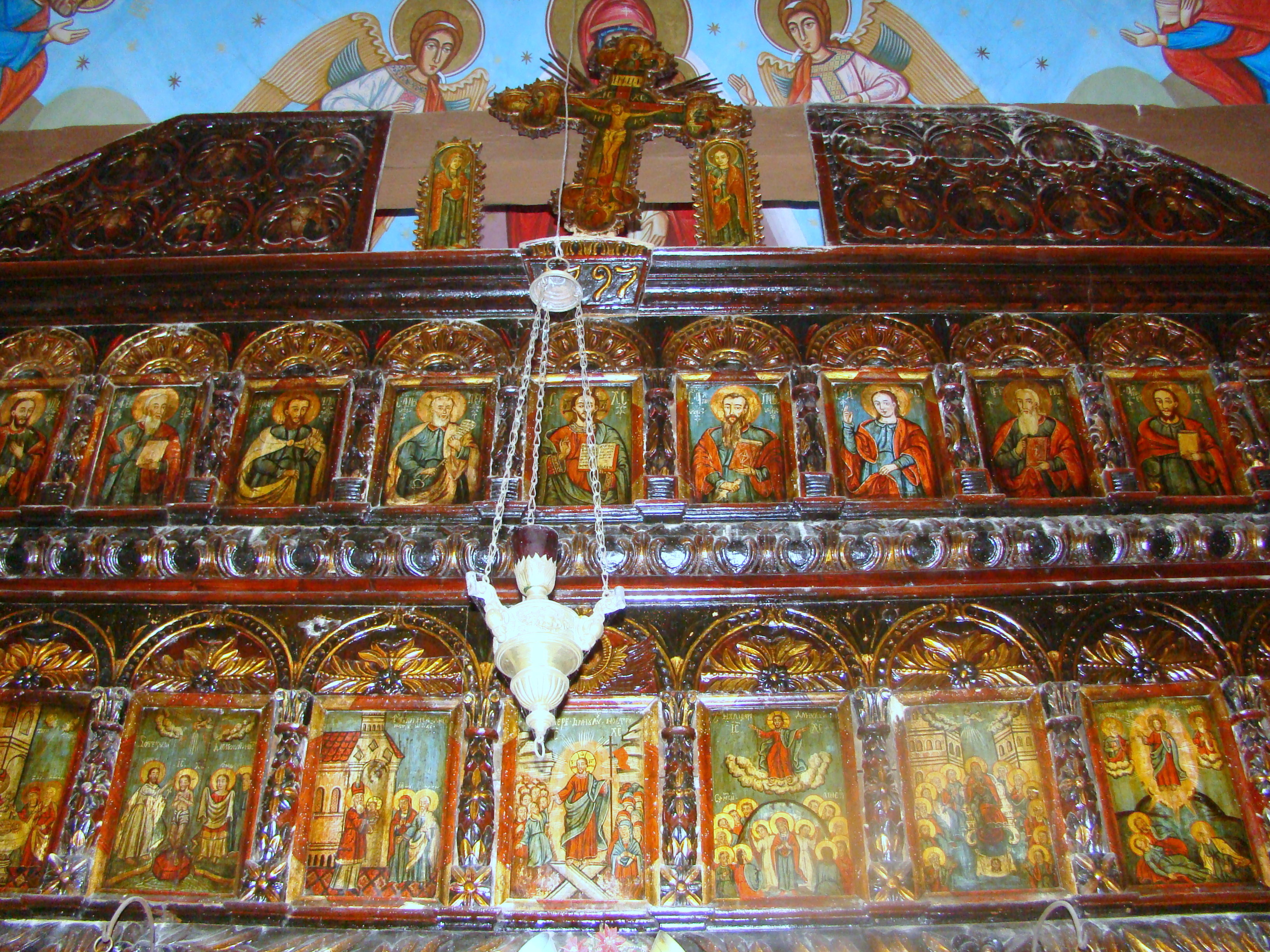
Tâmpla (detaliu)
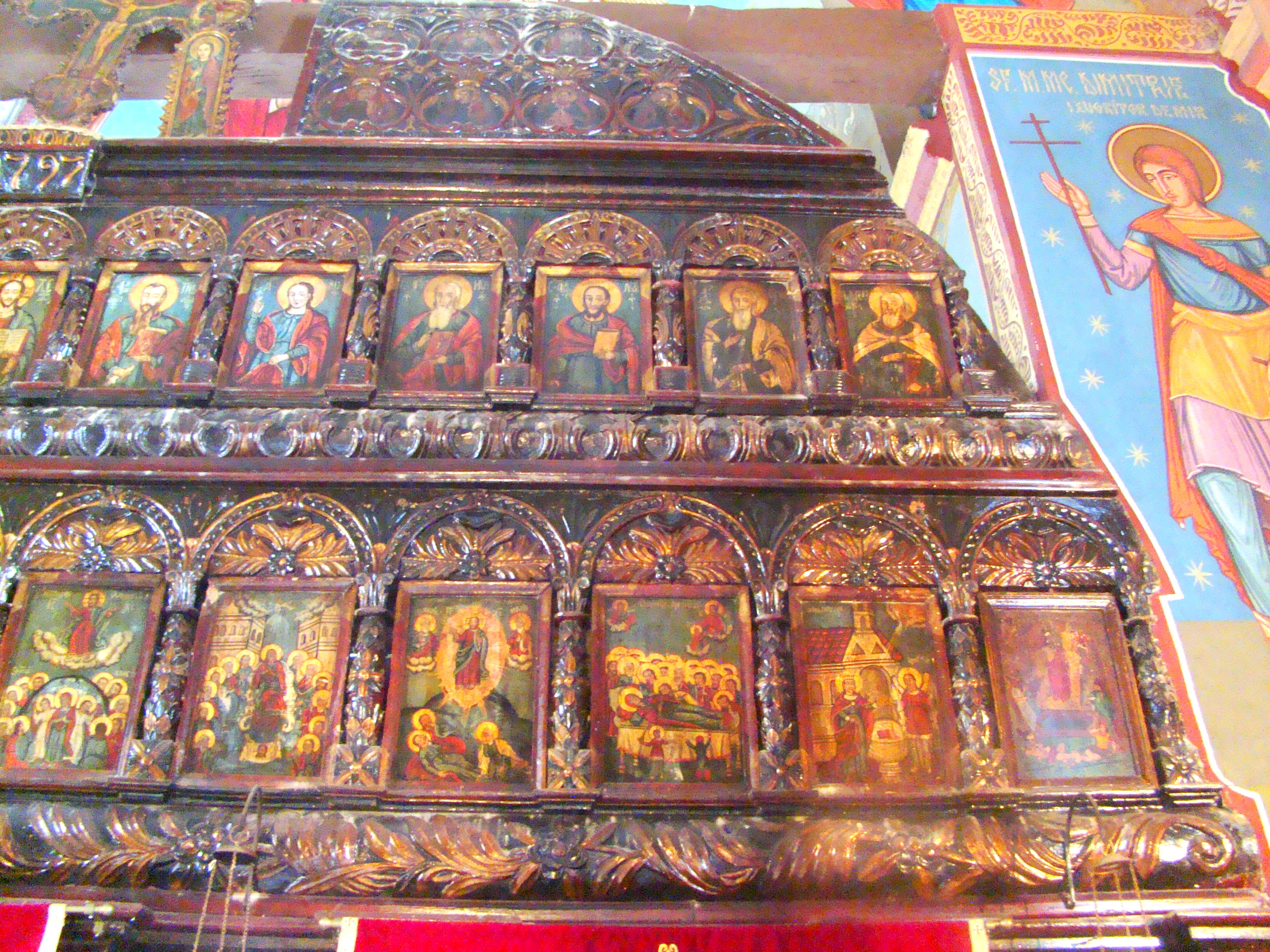
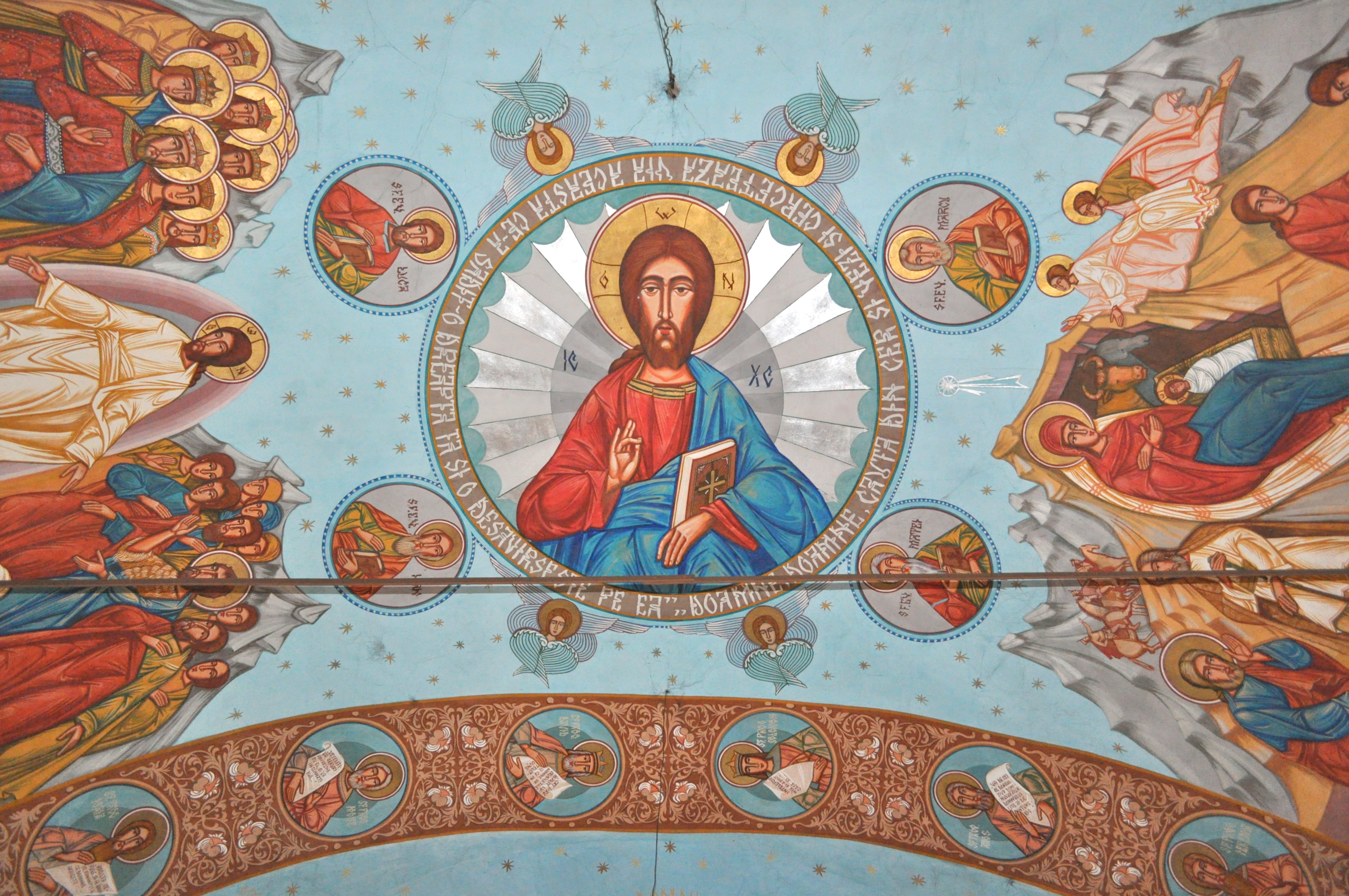
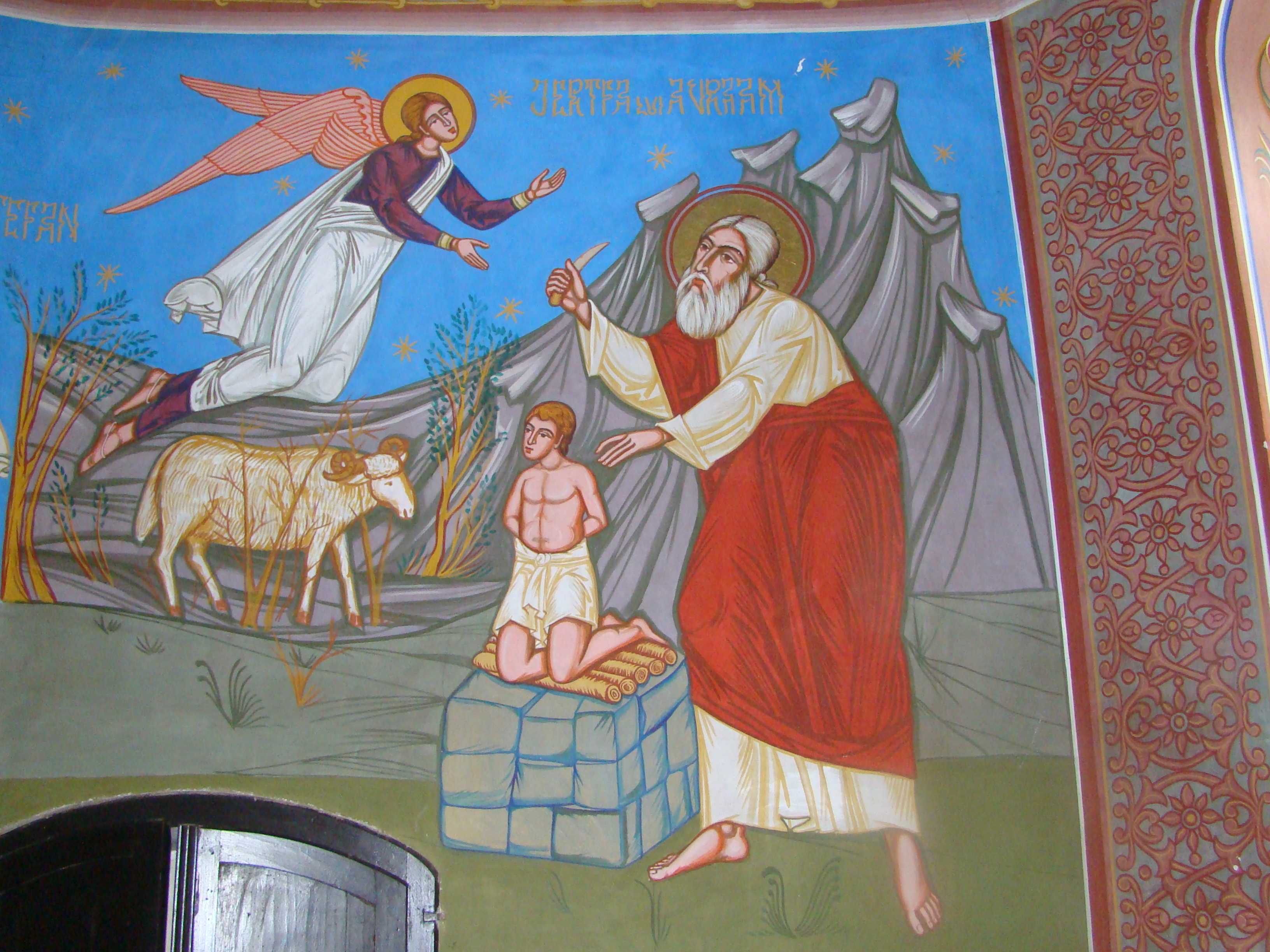
Jertfa lui Avraam
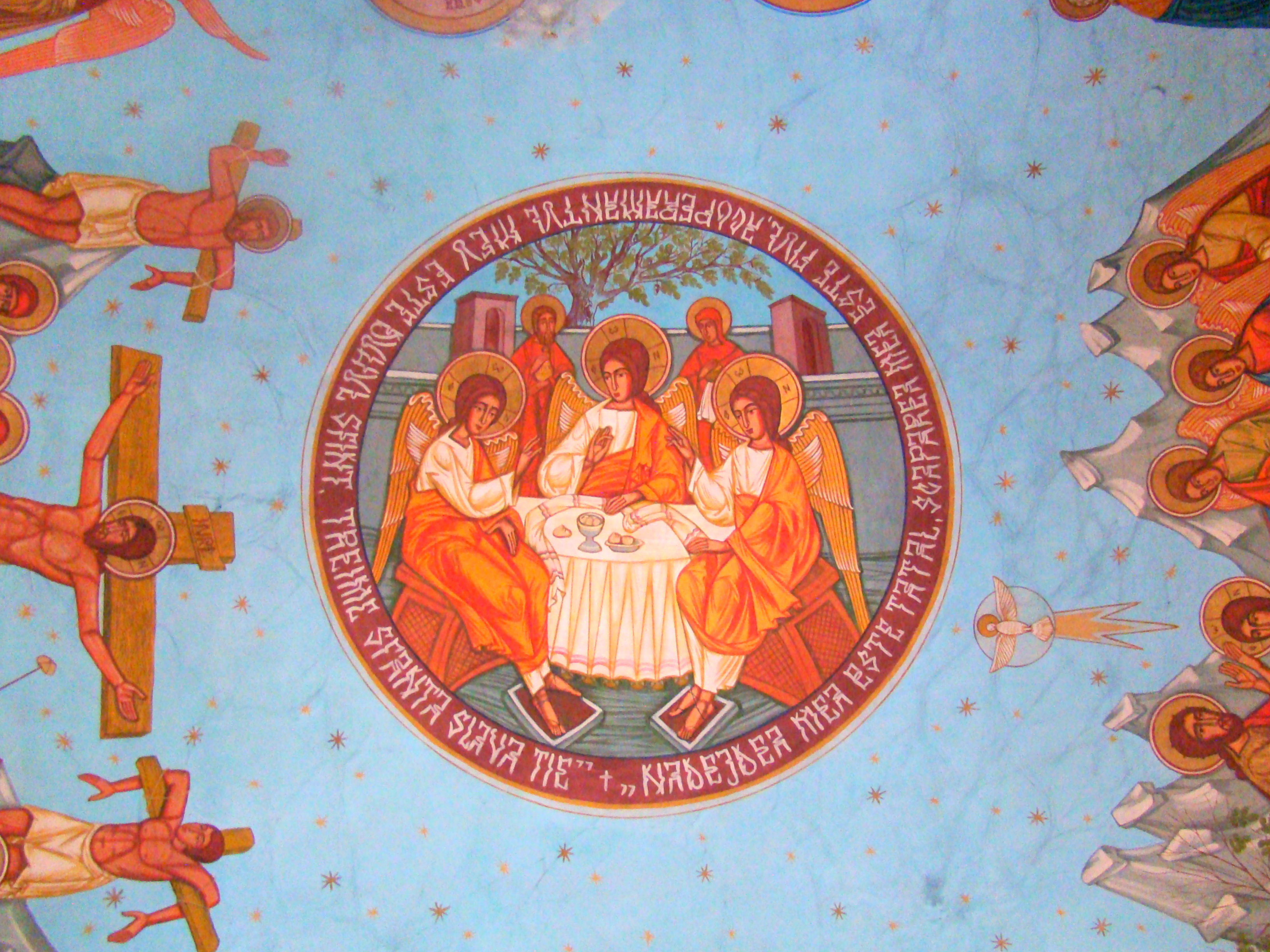
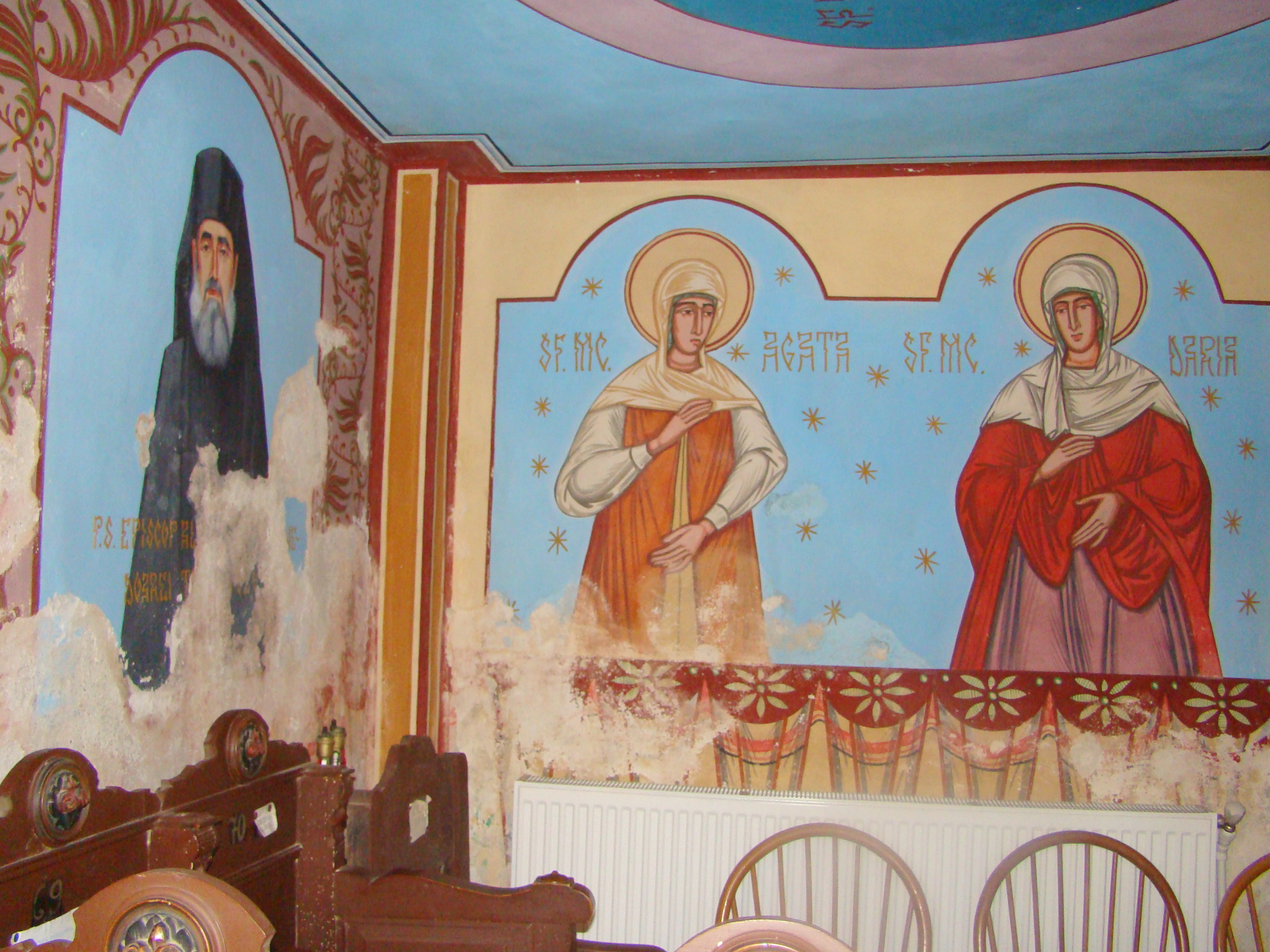
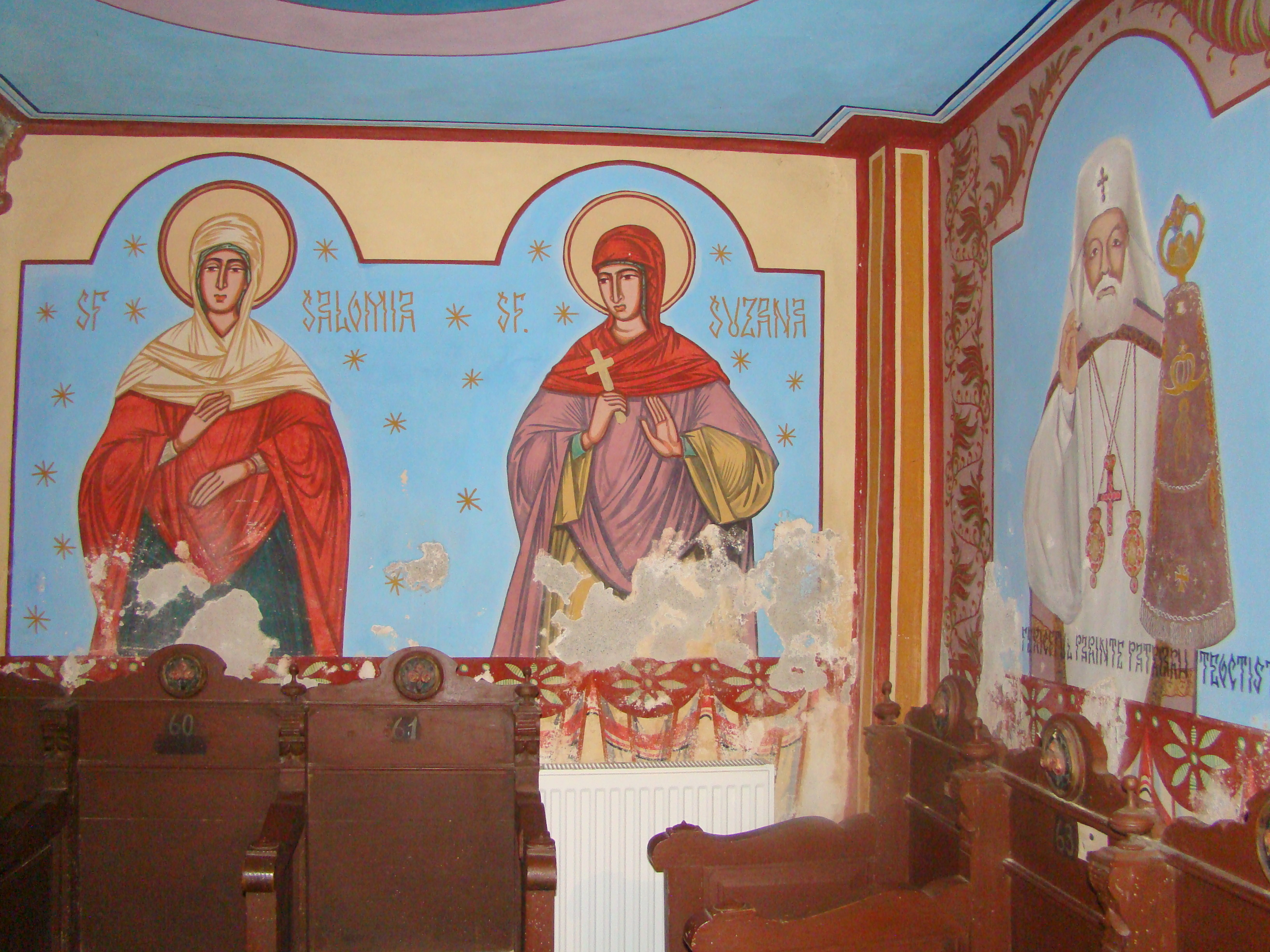
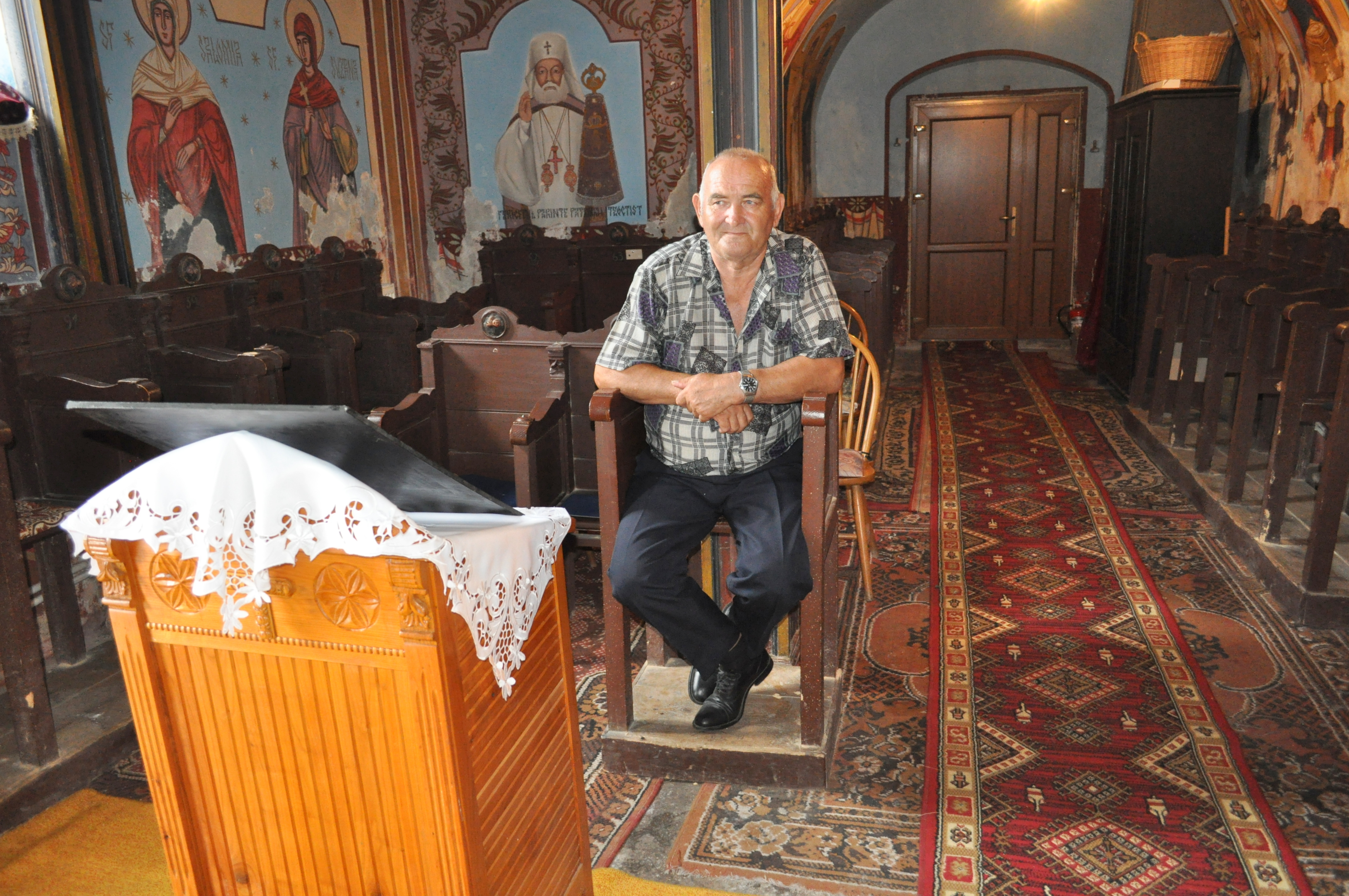
Crăsnicul